# The Legend of Zelda: The Wind Waker
Vous lisez un « article de qualité » labellisé en 2019.
The Legend of Zelda: The Wind Waker (ou simplement The Wind Waker) est un jeu d'action-aventure développé par la division Nintendo EAD et publié par Nintendo sur GameCube le 13 décembre 2002 au Japon, en mars 2003 en Amérique du Nord et en mai 2003 en Europe. C'est le troisième jeu de la franchise The Legend of Zelda en 3D.
Le jeu se déroule sur un ensemble d'îles situé dans une vaste mer, lieu inédit pour la franchise. Le joueur contrôle Link, enfant vivant sur l'île de l'Aurore avec sa sœur Arielle et leur grand-mère, qui tente de sauver sa sœur, prise pour la princesse Zelda à cause de ses oreilles pointues, du maléfique Ganondorf, et se retrouve impliqué dans une lutte pour sauvegarder la Triforce. Aidé par des alliés, dont la capitaine des pirates Tetra (qui se révèle être la princesse Zelda) et un bateau parlant appelé Lion Rouge, Link navigue sur les étendues d'eau et explore des îles où il y parcourt divers donjons labyrinthiques pour obtenir le pouvoir nécessaire pour vaincre Ganondorf. Le vent, qui permet la navigation, joue un rôle de premier plan dans le gameplay et peut être contrôlé grâce à la Baguette du vent.
The Wind Waker est réalisé par Eiji Aonuma, et produit par Shigeru Miyamoto et Takashi Tezuka. Il conserve le gameplay en trois dimensions de ses prédécesseurs, Ocarina of Time et Majora's Mask, mais diffère au niveau des visuels, affichant des graphismes caractéristiques qui utilisent la technique du cel-shading donnant un aspect plus proche du dessin animé. Le jeu est salué par la presse spécialisée lors de sa sortie, bien que l'esthétique du jeu ait au départ divisé les joueurs et contribué à la faiblesse relative des ventes, le jeu totalisant 4,6 millions d'exemplaires écoulés. Comme ses prédécesseurs, il est depuis considéré comme l'un des plus grands jeux vidéo jamais réalisés. Le jeu connaît deux suites directes sur Nintendo DS affichant également des visuels en cel-shading, Phantom Hourglass sorti en 2007 et Spirit Tracks sorti en 2009. En 2013, Nintendo publie un remaster du jeu en haute définition sur Wii U intitulé The Legend of Zelda: The Wind Waker HD.

## Trame

### Chronologie et contexte
L'intrigue de The Wind Waker se déroule un siècle après les événements survenant dans l'épisode Ocarina of Time. Dans cette branche de la temporalité appelée « Le Nouveau Monde », Link a réussi à vaincre Ganondorf et reste à l'âge adulte,,. L'antagoniste de la série est scellé dans la Triforce de la force, celle du courage est divisée en huit et dispersée. Cependant, Ganondorf réussit à se libérer et revenir, mais Link ne réapparaît pas. Ainsi, les déesses immergent le monde d'Hyrule, puis l'emprisonnent dans un sceau magique sous les eaux de la Grande Mer recouvrant alors le royaume. La Triforce de la sagesse est à ce moment-là scindée en deux, le roi d'Hyrule Daphnès Nohansen Hyrule III, également scellé, en conserve un élément, alors que l'autre est attribué à la princesse Zelda. Pourtant, Ganondorf, qui semblait être piégé, réussit à se libérer une centaine d'années plus tard,.

### Univers
The Wind Waker se déroule dans un univers médiéval-fantastique. Le royaume d'Hyrule a été englouti par les eaux, et laisse apparaître seulement ses sommets, constituant un certain nombre d'îles plus ou moins grandes,. Le héros se déplace ainsi sur l'eau d'île en île à la recherche de son destin. Quarante-neuf îles parsèment la Grande Mer, celles-ci comportant chacune une physionomie particulière et plus ou moins de maisons, de grottes et parfois des donjons,,. Elles peuvent aussi abriter des villes ou des forteresses. Ce monde est donc constitué d'une vaste étendue d'eau dominée par la couleur bleu azur. Les eaux sont dangereuses, à cause de la présence de bateaux fantômes et de pirates, de barils explosifs, ou de créatures marines,,. Elles subissent les aléas de la météo et sont donc plus ou moins calmes. Le ciel peut se couvrir de nuages, la pluie tombe, le vent se lève et la tempête et l'orage peuvent survenir bruyamment, sinon des trombes marines. De plus, le cycle nycthéméral alterne les journées ensoleillées et les nuits sombres,.

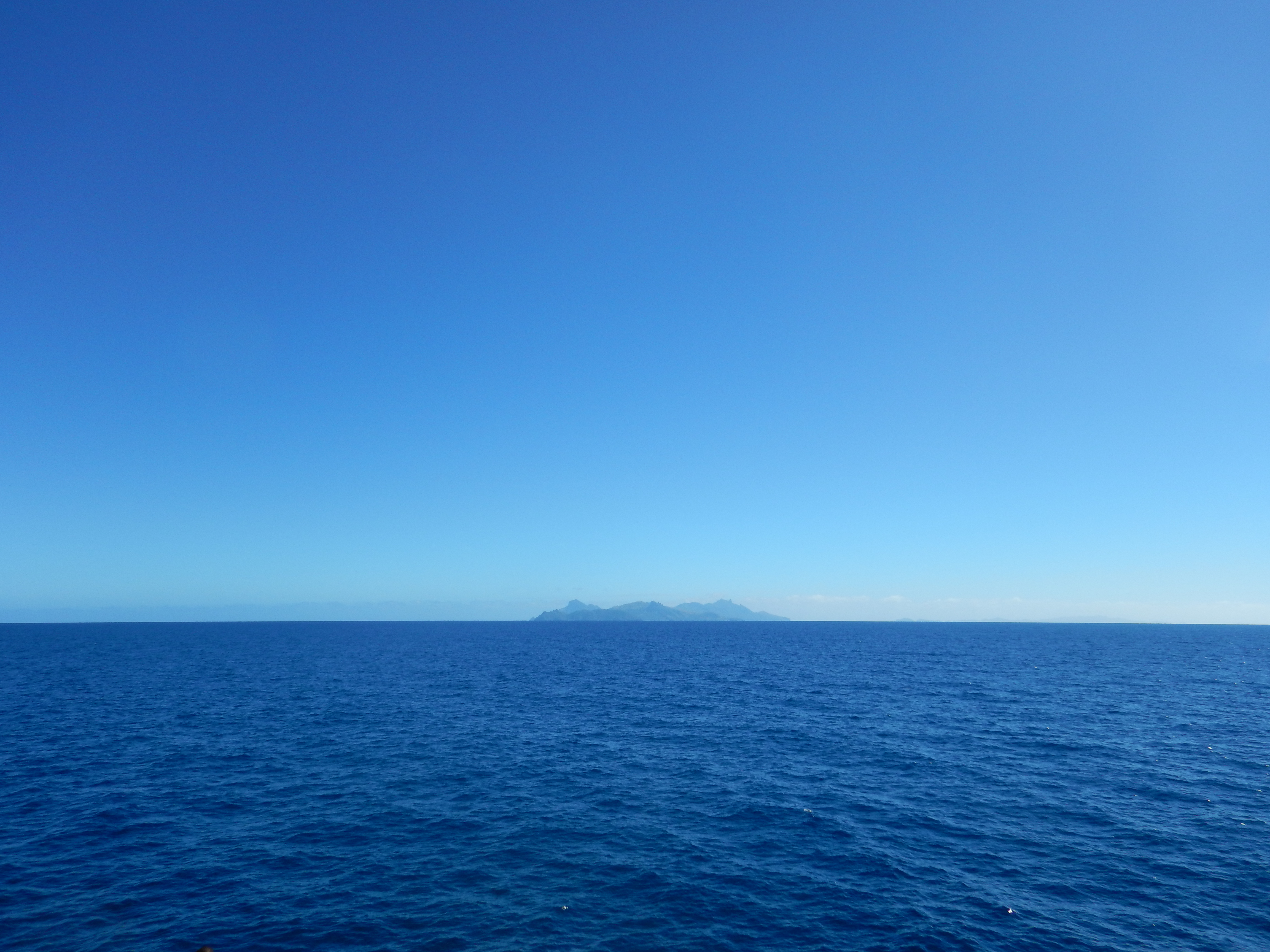
Le jeu se déroule sur la Grande Mer, un vaste océan recouvrant le royaume d'Hyrule, qui laisse apparaître seulement ses sommets, constituant de nombreuses îles plus ou moins grandes.

L'Île de l'Aurore est le lieu d'origine du protagoniste. Mercantîle est la plus importante île, comportant le plus de bâtiments et d'habitants de cet univers. L'Île du Poisson a été dévastée par Ganondorf. L'île du Dragon est l'île du repaire de Valoo le dragon. Les bâtiments immergés au fond des eaux sont les vestiges du château d'Hyrule, qui servait de sceau pour enfermer Ganondorf. Cet endroit hors du temps est situé sous la grande Mer, bien qu'il soit à l'air libre. Il conserve des traces du passé, notamment de la période d'Ocarina of Time. La Tour des dieux, un donjon, est la plus grande structure de ce monde. C'est un point de repère visible de loin sur la Grande Mer. La Forteresse maudite est le repaire de Ganondorf.
L'univers et l'ambiance détonnent face aux deux précédents opus, qui sont de grandes épopées. Les visuels sont très colorés et le ton y est plus léger, gentillet, même comique,. Malgré des couleurs éclatantes et des visages grotesques, le jeu garde une ambiance sérieuse. Certaines séquences et illustrations officielles dévoilent l'existence d'un alphabet et d'une écriture Hylienne.

### Personnages

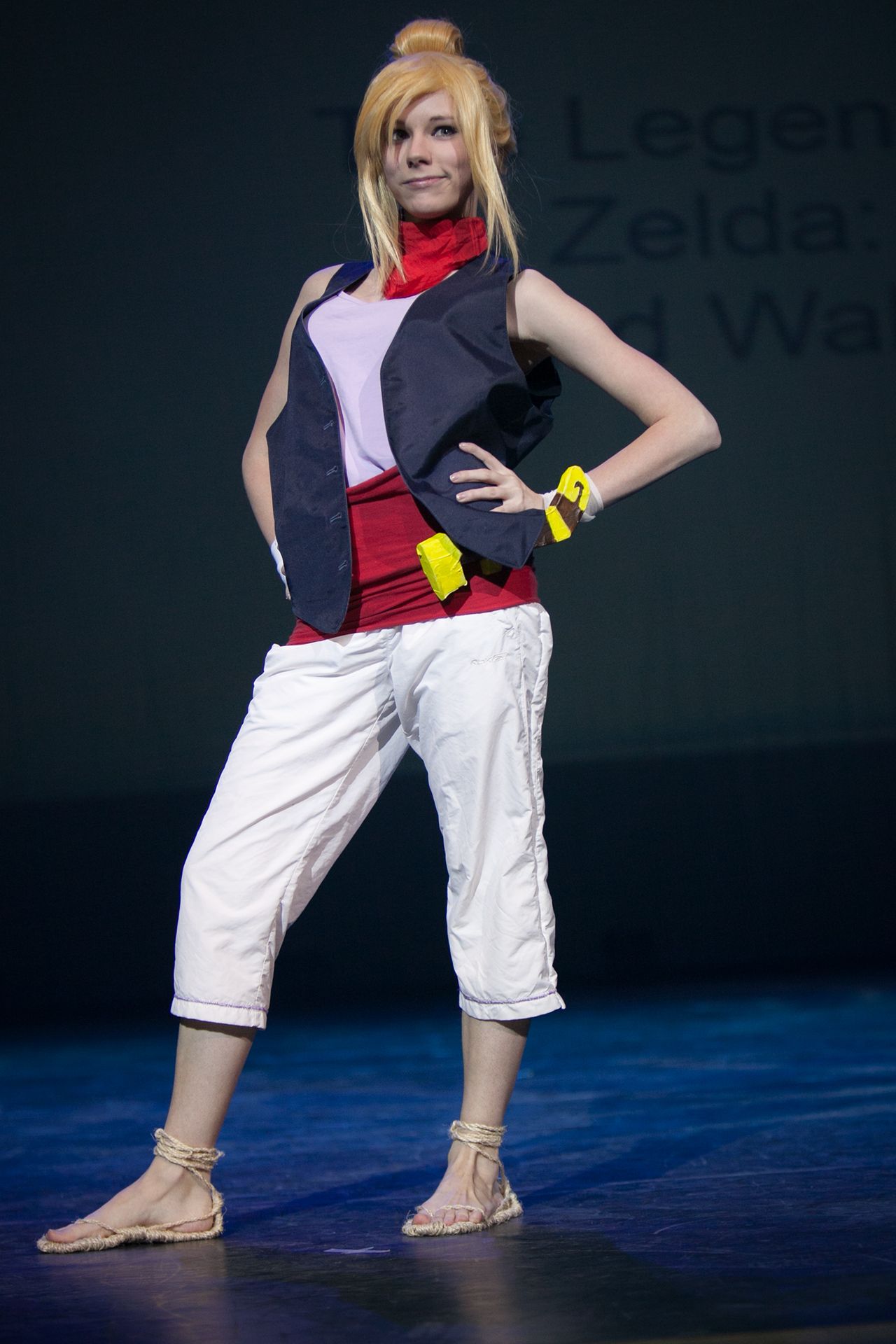
La capitaine des pirates Tetra est en réalité la princesse Zelda, une descendante de la lignée royale d'Hyrule (cosplay de Tetra).

Link est le protagoniste principal, un héros muet. Il vit sur l'Île de l'Aurore avec sa sœur Arielle et sa grand-mère, et fête son passage à la majorité le jour de ses 12 ans. À cette occasion, il se vêtit des habits du Héros du temps, une tunique et un bonnet verts,. Lorsqu'il réussit à réactiver le pouvoir de l'Épée de légende, il est appelé Héros des vents. C'est en réalité un adolescent, qui reprend le design classique du personnage (tunique et bonnet verts). Les visuels en cel-shading lui donnent un aspect dessin animé, qui lui vaut le surnom de Link cartoon ou Toon Link,,,,. Son visage et ses yeux présentent une grande expressivité en fonction des situations ou des lieux. Il est possible d'y lire des sentiments comme la joie, la peine, la peur, ou encore la colère.
Tetra est une descendante de la princesse Zelda. Elle a les cheveux longs et blonds, et les oreilles pointues, comme les Hyliens, notamment toutes les jeunes filles kidnappées. Elle est la capitaine des pirates, dotée d'une forte personnalité, et a vécu toute sa vie sans savoir qu'elle est la princesse d'Hyrule, descendante de la famille royale. Elle n'a pas connu sa mère et ne connaît pas ses origines. Après avoir vu un dessin la concernant, elle apprend que son devoir est de retrouver l'Épée de légende, sans connaître cet objet. C'est ainsi qu'elle parcourt les eaux avec son équipage de pirates pour trouver cette relique. Lorsque le roi d'Hyrule réunit les deux éléments de la Triforce de la sagesse, elle se transforme sous l'aspect de la princesse Zelda.
Arielle est la sœur de Link, kidnappée par le roi Cuirasse. Le bateau Lion rouge (ou roi des Lions Rouges) est en réalité le dernier souverain d'Hyrule, avant l'immersion du royaume, Daphnès Nohansen Hyrule III,. Médolie la Piaf et Dumoria le Korogu sont des descendants des sages des temples de la terre et du vent tués par Ganondorf. Tingle est un personnage fantasque qui aide le protagoniste.
Différents peuples ont survécu à l'immersion du royaume d'Hyrule, et vivent sur de petits îlots de terre, comme les Hyliens, les Kokiris, les Gorons et les Zoras,. Certains ont cependant évolué sous l'effet des changements géographiques. Les Kogorus sont en réalité des Kokiris qui ont muté pour devenir des êtres beaucoup plus végétaux. Ils aident l'arbre Mojo à la reconstitution du monde,. Les Piafs sont à l'origine des Zoras, qui se voient dotés d'un bec et parfois d'ailes quand ils arrivent à un certain âge,. Les Gorons ont quant à eux peu évolué, mais ne se cantonnent plus à rester dans leur village,.
Ganondorf est l'antagoniste principal. Il est résigné face à son destin et n'a d'autre solution que de trouver la Triforce. Si le héros Link est clairement présenté comme un descendant du protagoniste des précédents jeux, Ganondorf est quant à lui le même personnage emprisonné sous un sceau pendant plusieurs siècles et qui a pu se libérer. Le roi Cuirasse est un oiseau loyal à Ganondorf. Le jeu contient un grand nombre d'ennemis récurrents de la franchise, mais aussi de nouvelles créatures hostiles, comme des monstres marins, ou volants.

### Scénario
Sur l'Île de l'Aurore, Link, un descendant du « Héros du temps », célèbre le jour de ses douze ans comme il est de coutume, en s'habillant d'une tunique et d'un bonnet en l'honneur du Héros du temps. Cependant au cours des festivités, un oiseau immense survient dans le ciel, le roi Cuirasse, qui tient dans ses serres une jeune fille alors qu'il est poursuivi par un bateau de pirates . L'oiseau est obligé de lâcher sa proie, et fait tomber dans la forêt de l'île celle qui est en réalité la capitaine des pirates, Tetra. Link intervient et sauve Tetra, mais l'oiseau emporte la sœur du jeune garçon nommée Arielle, qu'il prend pour la capitaine. Tetra accepte d'aider Link à retrouver sa sœur. Link s'équipe d'une épée et d'un bouclier, avant qu'ils embarquent ensemble et se dirigent vers la Forteresse maudite. Là, il perd son armement, puis retrouve Arielle et d'autres filles kidnappées. Link y rencontre le roi Cuirasse, qui l'emmène face à un mystérieux personnage. Ce dernier le précipite vers le vaste océan, qui se réveille quelques heures plus tard sur Mercantîle, à bord d'un bateau appelé « Lion Rouge » doté de la capacité de parler. Celui-ci lui révèle que le mystérieux personnage qui commande l'oiseau est Ganondorf. Ce dernier enlève des jeunes filles, car il est à la recherche de la princesse Zelda, qui possède la Triforce de la sagesse qu'il convoite,,,.
Pour le vaincre, Link doit obtenir le pouvoir du Héros du temps, grâce aux trois perles des déesses. Lion Rouge lui donne la Baguette du vent, qui permet de contrôler l'élément de l'air. Il trouve la perle de Din sur l'Île du Dragon, auprès de Valoo, l'esprit du ciel ; il obtient la perle de Farore sur l'Île aux Forêts où se situe l'arbre Mojo, l'esprit de la terre, en aidant les Korogus ; il prend possession de la perle de Nayru en passant par l'Île du Poisson, dévastée, puis sur l'île Mercantîle et finalement sur l'Île de l'Aurore pour l'obtenir auprès de Jabu. Le roi des bateaux Lion Rouge emmène ensuite Link à la Tour des dieux, où il doit surmonter des épreuves avant de descendre sous l'océan jusqu'à un château englouti, figé dans le temps. Là, Link trouve l'arme du Héros du temps, Excalibur l'Épée de légende,,,.
Link retourne à la Forteresse maudite. L'équipage de pirates arrive et sauve les filles kidnappées, mais Ganondorf l'emporte face à Link et Tetra, puisque l'Épée de légende a perdu tout son pouvoir. Cependant, Ganondorf reconnaît le collier de Triforce que Tetra porte au cou et qu'il recherche depuis le départ, et réalise qu'elle est une incarnation de la princesse Zelda. Les jeunes filles aux oreilles pointues, enlevées tout comme elle, l'étaient ainsi dans le but de la retrouver. Surviennent alors deux alliés, Taf et Scaff, accompagnés de Valoo, qui leur portent secours et les sauvent de Ganondorf. Le roi des Lions Rouges ramène alors le duo dans le royaume sous les eaux, et dévoile qu'il s'agit du royaume d'Hyrule englouti. Ils rencontrent alors le roi Daphnès Nohansen Hyrule III, dernier souverain d'Hyrule, qui se révèle être Lion Rouge. Celui-ci révèle à Tetra sa filiation avec la princesse Zelda et les desseins de Ganon, qui veut réunifier la Triforce pour dominer l'univers,,.
Link laisse Tetra et part avec le roi visiter les deux sages ayant donné le pouvoir à l'épée Excalibur. Cependant, Ganondorf les a tués, obligeant alors Link à trouver leurs descendants dans les Temples de la terre et du vent. L'épée est restaurée grâce à l'aide de ceux-ci. Ils retrouvent ensuite les huit fragments de la Triforce du courage éparpillés dans la Grande Mer, autrefois conservée par le Héros du temps, puis les dieux reconnaissent Link comme le Héros des vents,.

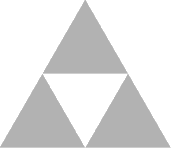
Link doit récupérer les éléments de la Triforce du courage éparpillés dans la Grande Mer.

Le duo retourne à Hyrule et s'aperçoit que Ganondorf a enlevé Tetra et la retient dans la Tour de Ganondorf, au fond de l'eau. Link s'y rend et combat mais perd son duel, laissant Ganondorf réunir les trois éléments de la Triforce, celle du courage qu'il vient d'obtenir, celle de la sagesse de Tetra, et celle de la force qu'il a en sa possession depuis qu'il a été scellé par les déesses des siècles auparavant. Il peut ainsi réaliser son souhait grâce aux pouvoirs de la Triforce. Toutefois, juste avant que Ganondorf s'en serve, le roi apparaît, touche la relique et demande la destruction de Ganondorf, et du sceau réalisé par les déesses. Link et Tetra combattent Ganondorf tandis que de l'eau se répand autour d'eux. Ils parviennent à venir à bout du tyran, qui se transforme en pierre, et remontent à la surface alors que le roi et Hyrule sont submergés par les eaux. Le sceau détruit, les derniers vestiges d'Hyrule sont définitivement engloutis. Le duo navigue alors vers de nouvelles contrées,.

## Système de jeu

### Généralités
The Wind Waker est un jeu d'action-aventure affiché dans une vue à la troisième personne, se déroulant dans un univers médiéval-fantastique, qui mêle résolution d'énigmes, recherches d'objets et action comme des combats à l'épée en temps réel. Il reprend le gameplay de son prédécesseur Ocarina of Time et permet ainsi au joueur de contrôler un avatar dans un monde en trois dimensions. Comme à l'accoutumée, Link combat avec une épée et un bouclier, mais aussi un boomerang, ou des bombes. Il peut utiliser un grand nombre d'autres objets. Il peut marcher, courir et faire des roulades, nager, sauter d'un rebord,,. Il peut également ramper, se suspendre, se balancer à des cordes, se coller contre un mur et saisir, pousser ou porter des objets. Il peut également nager ou faire la planche pour reprendre des forces. Toutes les actions se réalisent avec un seul bouton. Le jeu reprend par ailleurs le système de visée automatique introduit dans le précédent jeu, qui permet de verrouiller une cible. Cette fonctionnalité permet au personnage joueur de toujours rester de face à la cible et de tourner autour d'elle comme si une corde invisible le reliait lui et sa cible,. Il peut également réaliser une attaque tournoyante en chargeant son arme. Le joueur peut assigner différents objets à trois boutons de la manette de jeu. L'avatar peut interagir et parler avec les personnages non-joueurs.

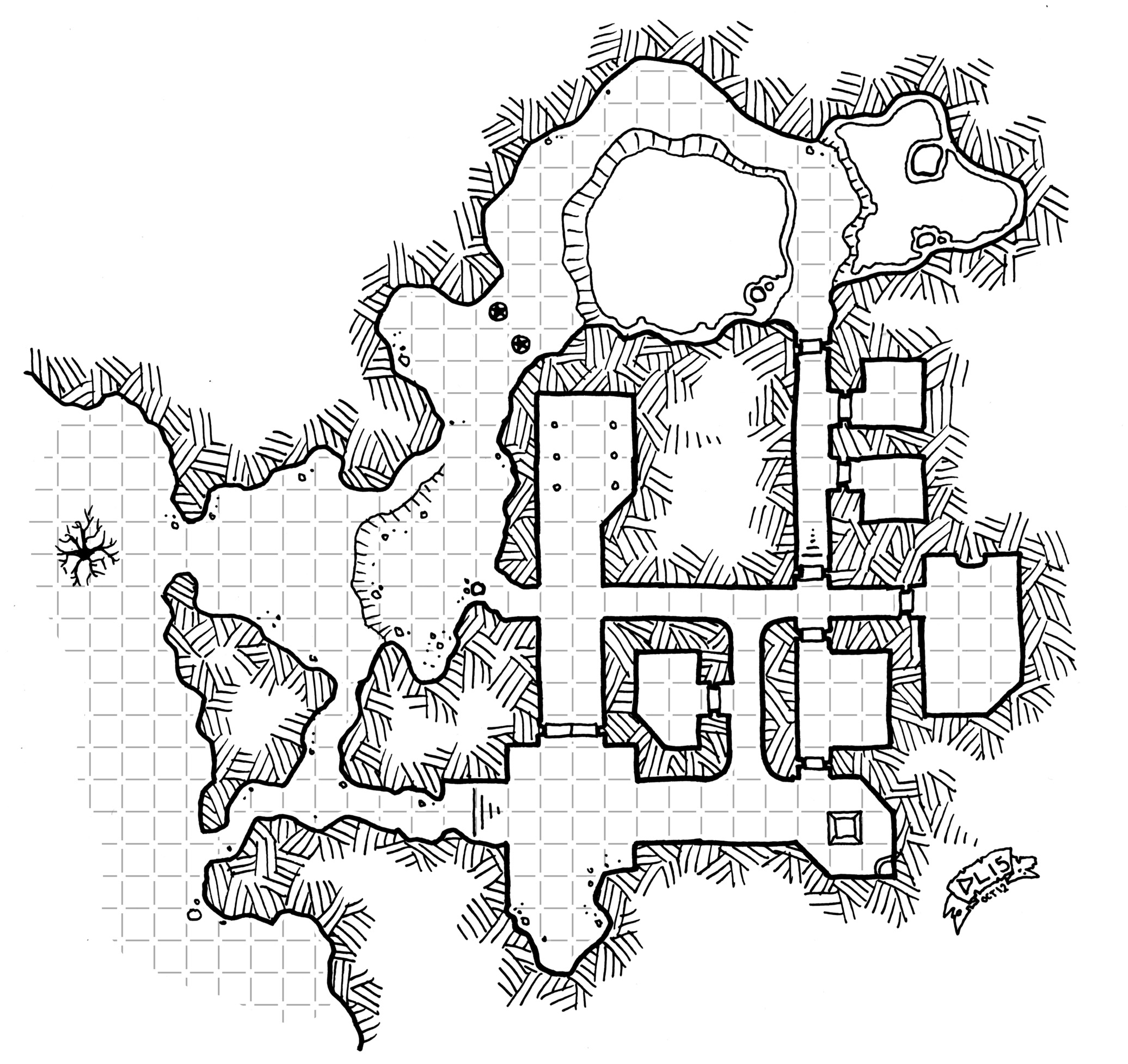
Comme à l'accoutumée, The Wind Waker propose au joueur de traverser des donjons, éliminer ses occupants hostiles, éviter les pièges et résoudre les énigmes.

Le gameplay typique de la franchise amène le personnage joueur à se déplacer dans un overworld dans lequel il doit résoudre des quêtes principales pour avancer dans l'intrigue, mais aussi des quêtes secondaires facultatives. Le joueur doit trouver des objets pour progresser ou tuer certains ennemis et améliorer son avatar. Par exemple, le grappin est nécessaire pour passer certains obstacles et vaincre un boss ; il peut aussi être utilisé pour accéder à des zones précédemment inaccessibles. L'aventure l'oblige aussi à parcourir des donjons souterrains composés de salles labyrinthiques où il doit résoudre différentes énigmes, et dans lesquels figure dans chacun d'entre eux un boss à éliminer,. Le jeu comporte de nombreux mini-jeux permettant d'obtenir des objets ou d'avancer dans des quêtes secondaires. Le joueur peut ainsi faire des ventes aux enchères, livrer le courrier, réparer des injustices, faire du troc, ou fabriquer des jouets, etc.. Il peut obtenir une sorte d'appareil photo appelé « Boite à images DX », qui permet de sauvegarder trois clichés,.
De manière traditionnelle dans la série, l'interface affiche une barre de vie représentée par un certain nombre de cœurs, et une barre de magie classique verte. La barre de santé peut être augmentée grâce à des quarts de cœur disséminés et cachés partout dans le jeu ou offerts par les personnages non-joueurs. Si le personnage est touché par un ennemi, sa barre se vide et il meurt s'il n'en a plus. La barre de magie se vide lorsque Link utilise des objets magiques. Comme dans la plupart des jeux de la franchise, les ennemis une fois vaincus laissent derrière eux des rubis, la monnaie fictive du jeu qui permet au joueur d'acheter des armes ou des objets dans les différents magasins. Le joueur peut en récupérer auprès des personnages joueurs, en acheter ou ramasser ceux qui sont aléatoirement cachés, par exemple dans l'herbe. De la même manière, pour remplir ses barres, le joueur peut récupérer des cœurs de vie, laissés par les ennemis, cachés ou donnés par des personnages non-joueurs. Il peut également récupérer des petites fioles vertes permettant de remplir sa barre de magie,,. Des fées peuvent également redonner de la vie au personnage. D'autre part, le joueur peut trouver de nombreux items au fond de l'eau. Le joueur possède un inventaire dans lequel il peut conserver tous ses objets. Il possède trois sacs différents. Le jeu propose toute une série d'objets et d'équipements typiques de la série, comme les clefs, les boussoles, les bouteilles, le boomerang, ou l'arc et les flèches,,,.
Techniquement, le jeu peut afficher un balayage progressif 480p et un son Dolby Surround.

### Nouveautés

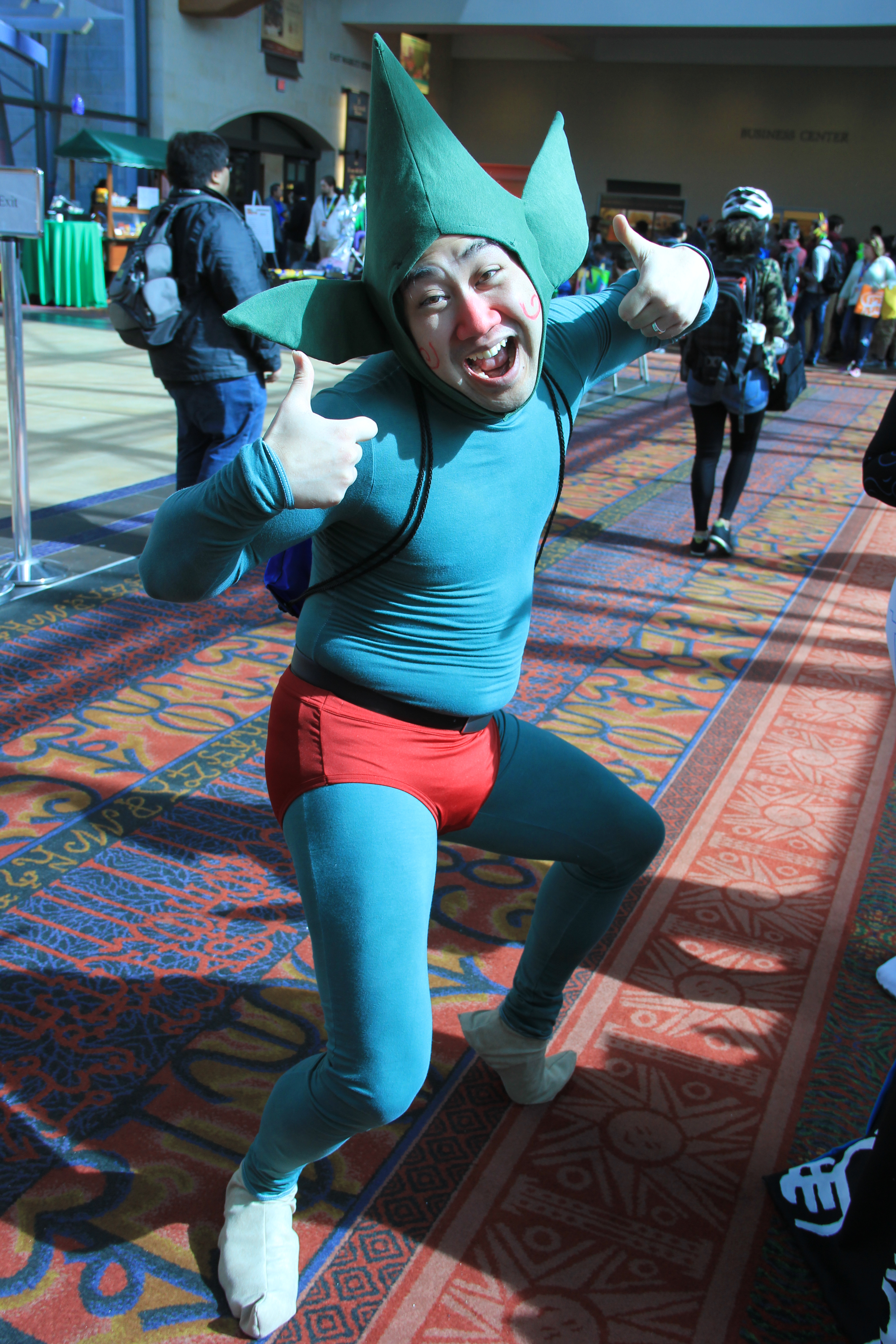
La connectivité avec la console portable Game Boy Advance permet à un second joueur de participer au jeu via le poste de Tingle, un item qui permet d'aider le joueur principal grâce à des bombes, des indices ou d'autres fonctionnalités (cosplay de Tingle).

Le début du jeu est didactique et permet au joueur d'assimiler les mouvements principaux de Link et les actions possibles. Le jeu offre en l'occurrence de nouvelles fonctionnalités. Il est possible de déplacer la caméra autour de Link,. Celui-ci peut réaliser de nouvelles actions comme ramper pour s'introduire dans des passages étroits, se suspendre, se balancer à des cordes, se coller contre un mur et saisir, pousser ou porter des objets. Le grappin sert d'arme, ou de moyen de se balancer d'un endroit à un autre, sinon d'attraper des objets éloignés. Link peut ainsi passer des crevasses, des corniches, ou des trous suspendu à une corde et grimper à des lianes,. Un nouveau mécanisme de jeu d'infiltration permet à Link de se cacher dans un tonneau ou de marcher discrètement,. Il peut ramper discrètement derrière ses ennemis, se coller à un mur pour écouter ou regarder à un angle, ou marcher sur une corniche étroite pour espionner. Le personnage peut ranger son arme pour réaliser ces différentes actions. Dans The Wind Waker, la feuille Mojo sert d'éventail pour déclencher des bourrasques, ou de parachute pour ralentir les chutes de Link sinon se déplacer dans les airs, ou bien d'assommer des ennemis,,. Tout au long du jeu, Link peut communiquer à distance avec Tetra et le bateau Lion Rouge grâce à une pierre magique. Grâce aux visuels en cel-shading, le visage de Link et ses yeux présentent une grande expressivité en fonction des situations ou des lieux et participent au gameplay. Ainsi, Link regarde souvent en direction des éléments importants ou fait des rictus en cas de situation particulière pouvant éveiller l'attention du joueur. Certains objets importants et incontournables dans la quête peuvent être obtenus en dehors des donjons, chose inédite dans la franchise. Le joueur dispose de nouveaux objets comme la longue-vue qui lui permet de regarder au loin sur l'eau,. Le boomerang permet désormais de verrouiller une série de cibles, tandis que le grappin, utilisable en tant que corde, peut être orienté et sa longueur adaptée,. Le personnage joueur peut apprendre une nouvelle attaque circulaire.
Les combats intègrent un nouveau système d'esquives et de combos permettant de dominer son adversaire. Ces techniques peuvent être apprises auprès d'un maître d'armes. Les ennemis peuvent faire tomber leurs armes lorsqu'ils sont vaincus, et celles-ci peuvent être ramassées et utilisées par le personnage joueur. Le joueur peut maîtriser le temps en passant du jour à la nuit, afin de réaliser certaines actions. Il doit par exemple attendre le jour, car certains ennemis sont sensibles à la lumière et des événements précis ne se déroulent que la nuit. Le joueur peut désormais connaître la quantité de vie d'un boss grâce à une quête secondaire.
Le jeu dispose d'une connectivité avec la Game Boy Advance. En connectant la console portable à la GameCube via un câble link, le joueur a accès au « poste de Tingle ». Aucune cartouche de jeu Game Boy Advance supplémentaire n'est nécessaire. Tingle doit d'abord être libéré avant de pouvoir en bénéficier, le poste de Tingle fonctionne alors comme un objet qui peut être assigné à un bouton et utilisé. Le joueur bénéficie d'un certain nombre d'objets ou d'actions qu'il peut réaliser. Cette fonctionnalité permet d'afficher une carte mise à jour en temps réel indiquant des objets cachés. La console portable affiche alors un schéma simplifié représentant une carte dynamique des lieux et une icône indiquant la position de Link. Dans le jeu, une sorte de marque au sol est affichée lorsque Tingle va interagir. Quand le jeu change de zone, celle-ci est automatiquement chargée sur la console portable sans temps de chargement,. Le poste de Tingle a aussi des fonctions spéciales, par exemple le joueur peut acheter des potions ou d'autres objets, ou Tingle peut lancer des bombes. Celui-ci donne aussi de nombreux conseils sur les ennemis et les énigmes rencontrées, et il donne accès à la mini-quête des statues de Tingle. Cependant, chaque action coûte des rubis,,. Le second joueur choisit l'endroit où il veut déposer certains objets sur sa mini-carte. Il peut alerter le joueur du jeu principal.
Link peut contrôler trois créatures ou personnages, deux avec la baguette et la dernière avec des fruits pourris qui les attirent. Il dirige la Piaf Médolie et le Korogu Dumoria grâce à la baguette du vent,. Les mouettes permettent au joueur de découvrir des passages secrets ou des trésors.

### Nautisme et vent

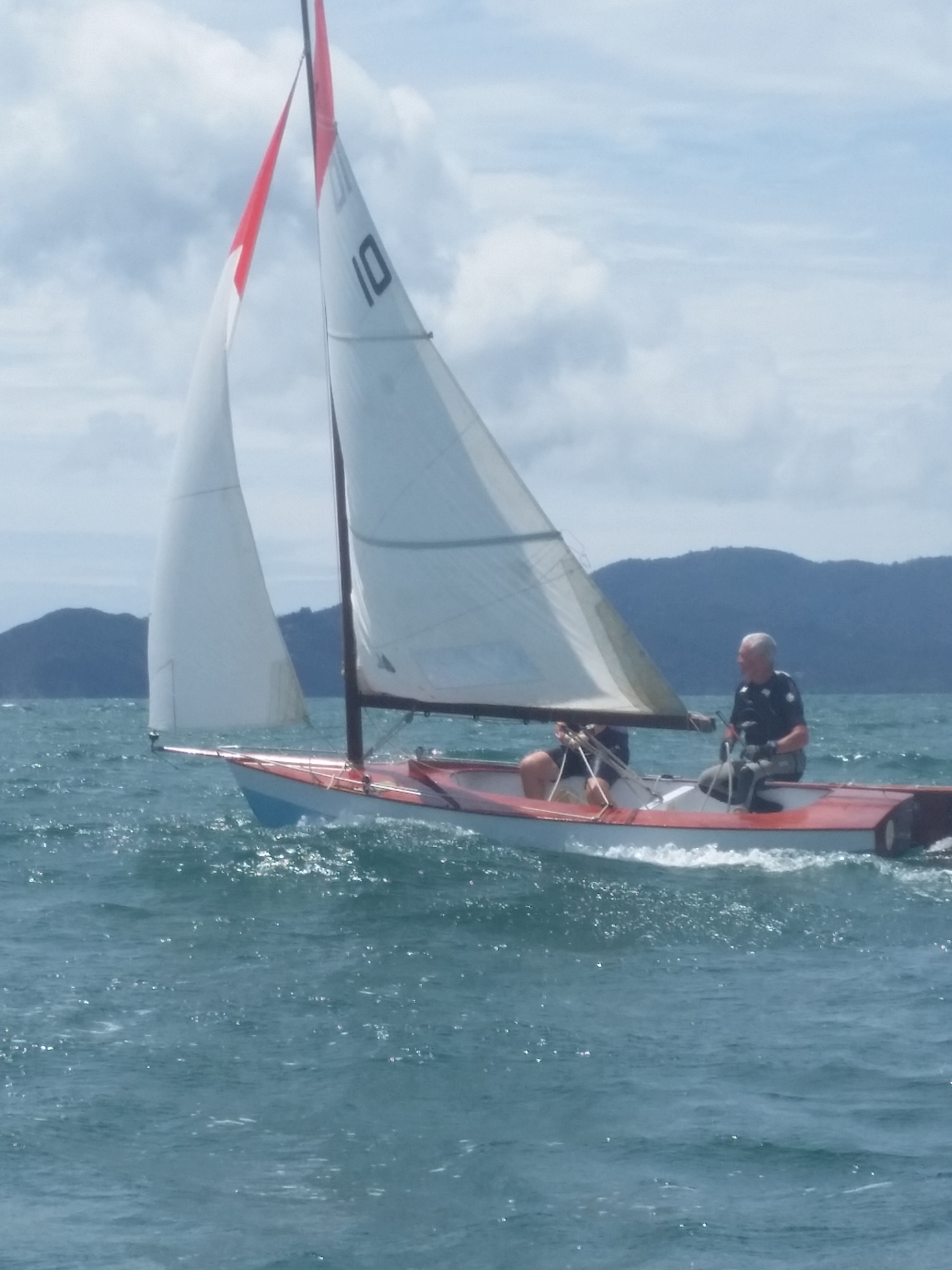
L'un des mécanismes prépondérants et inédits du gameplay est la navigation (ici un dériveur).

L'un des mécanismes prépondérants et inédits du gameplay est la navigation entre les îles sur le bateau Lion Rouge. La voile du bateau poussée par le vent entraîne l'embarcation dans huit directions possibles. Un vent arrière lui offre une vitesse de pointe importante, alors que naviguer contre le vent est difficile. Un indicateur révèle au joueur la direction du vent. Très tôt dans le jeu, Link reçoit la Baguette du vent, un objet magique qui lui permet de contrôler le vent et d'obtenir d'autres pouvoirs en jouant des mélodies spécifiques. La première mélodie, la Mélodie du vent, permet à Link de changer la direction du vent, de sorte qu'il puisse naviguer n'importe où. Il peut apprendre cinq autres airs offrant d'autres capacités, comme le Requiem de la Tornade qui permet la transportation dans une autre zone, ou le Chant du soleil qui permet de passer de la nuit au jour ou inversement. D'autres mélodies permettent d'ouvrir des portes des temples. Le joueur doit d'abord trouver la voile, puis partir à l'aventure. Certaines zones ne peuvent cependant être explorées que si le joueur possède certains objets. Si Link est musicien avec son ocarina dans les précédents opus, il devient ici chef d'orchestre grâce à la baguette. Les notes sont automatiquement jouées à intervalle régulier, et les mouvements de la baguette effectués par le joueur dans la bonne direction produisent les bonnes notes au bon moment,.
Le monde où se situe l'action est une étendue d'eau appelée Grande Mer, qui est composée d'une grille de 49 sections ou cases, comportant chacune une île ou un archipel. Certaines doivent être obligatoirement explorées alors que d'autres sont facultatives. Link explore donc les étendues d'eau à l'aide d'une carte marine pouvant être mise à jour avec des informations sur chaque carré et chaque île. Au cours du jeu, le protagoniste acquiert des cartes supplémentaires indiquant la voie à suivre pour trouver des coffres au trésor et des lieux importants. Le joueur récupère la carte d'une zone s'il nourrit un poisson. La forme des îles dessinées sur la carte permet au joueur de se repérer. Sur les eaux, Link rencontre un marchand ambulant travaillant sur un bateau qui lui permet d'acheter des objets.
La navigation constitue une part importante du gameplay et ces phases durent longtemps. L'alternance jour-nuit contribue à accentuer cette impression. La météorologie influe sur l'état de la Grande Mer, qui est parfois calme, remuante ou agitée,. La Grande Mer comporte des ennemis et des obstacles différents de ceux présents sur la terre. Lorsque Link obtient certains items, ils bénéficient au bateau Lion Rouge. Par exemple, le grappin sert de grue pour récupérer des trésors engloutis. Il peut aussi découvrir des trésors au fond de l'eau. Lorsque le joueur obtient les bombes, le bateau bénéficie d'un canon permettant d'attaquer ou se protéger des navires hostiles, des tours de guet, des requins et de monstres géants. Les eaux sont dangereuses, le joueur doit affronter des bateaux de pirates, des créatures marines, ou des trombes marines,,. Le bateau aide et donne des conseils à Link. Si le joueur navigue mal, percute un objet ou subit une explosion, Link peut tomber à l'eau ; celui-ci doit alors remonter sur son embarcation.

## Thématique abordée

### Liberté, voyage et îles au trésor

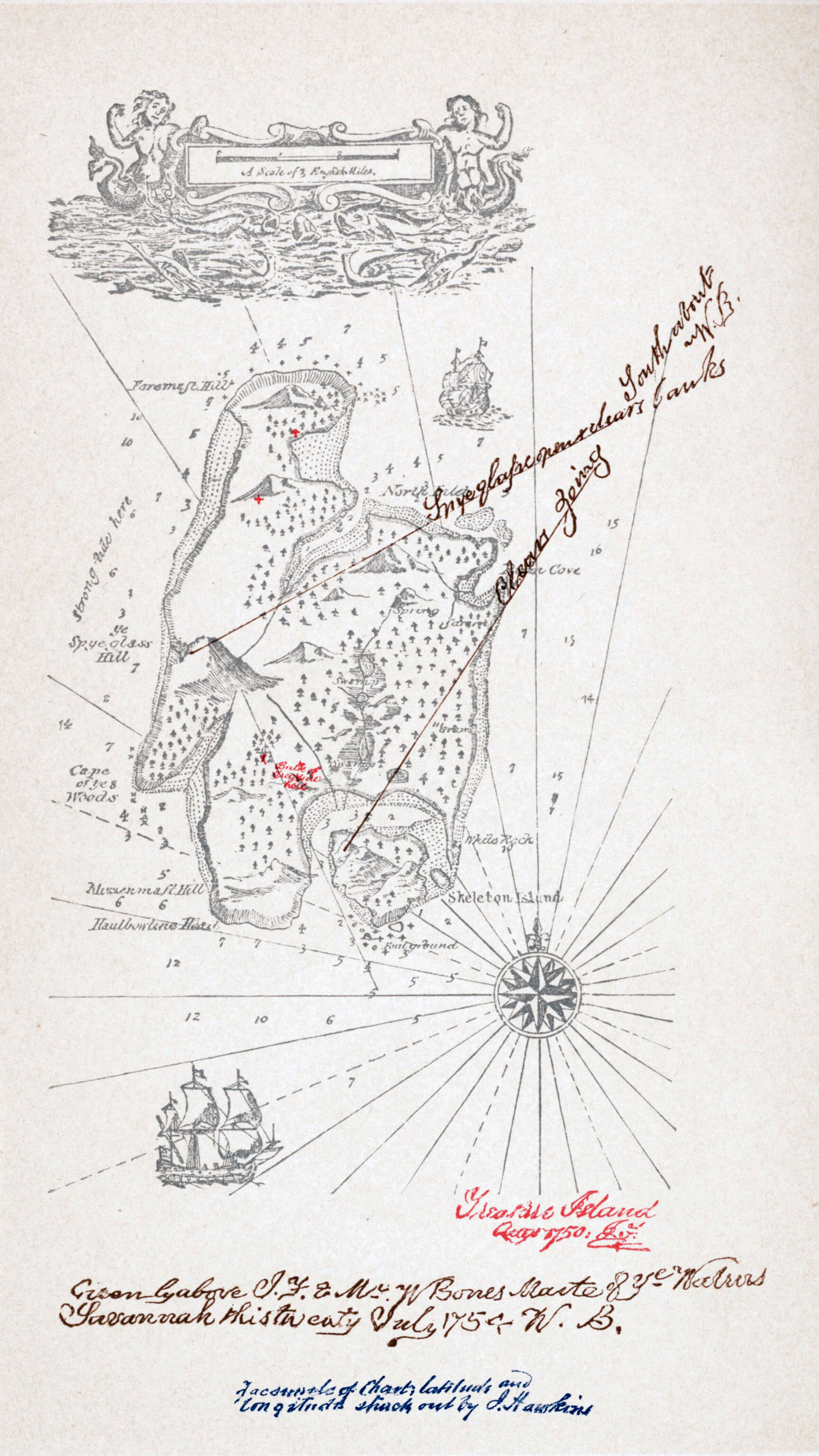
La carte de L'Île au trésor par Robert Louis Stevenson.

À l'instar de chaque jeu de la franchise The Legend of Zelda, The Wind Waker emporte de nombreuses références thématiques. Un des thèmes récurrents de la série et du jeu est la liberté. Le joueur peut se déplacer où il veut en toute liberté sur la Grande Mer et découvrir des territoires inconnus. L'évasion, la découverte et l'exploration sont les maîtres-mots de ce jeu, qui est moins centré sur l'action que les autres jeux de la franchise,. Ces aspects sont renforcés par la nécessité de réaliser de longs déplacements en bateau et de nombreux voyages. Le voyage est donc mis en scène au gré des déplacements nombreux et longs et de la liberté d'aller où bon lui semble dont le joueur dispose. Le mythe des marins et pirates est également présenté en filigrane. Le jeu met ainsi en scène un héros qui visite des îles et écume les mers à la recherche de trésors,. Les aventures épiques laissent place à des influences d'œuvres comme L'Île au trésor de Robert Louis Stevenson parut en 1881,. The Wind Waker se présente ainsi comme une histoire de pirates, mettant en scène un héros à la barre d'un bateau, qui cherche des cartes au trésor pour trouver des objets précieux, combat au canon d'autres navires, au milieu d'une étendue d'eau parsemée d'îles.
Toutefois selon Luke Cuddy, auteur de l'ouvrage Zelda et la Philosophie, il existe une tension en la notion de voyage proposée par The Wind Waker et la possibilité de se téléporter dans le jeu. Si cette fonctionnalité procure satisfaction à court terme, elle annihile certaines notions du voyage en supprimant les principes d'espace et de temps, comme d'autres modes de transport peuvent le faire. Alors que le voyage compte pour le parcours qu'il propose, le Requiem de la tornade concentre le joueur sur sa destination, lui occultant une partie des bénéfices de celui-ci. Toutefois, la possibilité de se téléporter représente un compromis raisonnable entre plusieurs exigences de conception opposées.

### Voyage du héros
The Wind Waker permet au joueur de faire progresser son avatar dans une quête initiatique, celle du voyage du héros, un thème récurrent des jeux de la franchise The Legend of Zelda. Ainsi, le Link de The Wind Waker, progresse et avance dans l'aventure. Par exemple, au début du jeu, il n'a même pas l'habit caractéristique de la franchise, la tunique et le bonnet verts emblématiques. Au début du jeu, des mécanismes de jeu d'infiltration sont implémentés, pour mettre en avant l'évolution du personnage et sa montée en puissance lorsqu'il peut par la suite combattre sans se cacher. Eiji Aonuma confirme que chaque jeu Zelda est un parcours initiatique, et permet à Link d'apprendre et de grandir à mesure qu'il approche de la fin du jeu. L'ouvrage The Psychology of Zelda d'Anthony Bean publié en 2019 qui compile les textes et analyses de plusieurs auteurs, chercheurs, psychothérapeutes et psychologues, confirme également le voyage de Link, en examinant en détail le scénario et le déroulement des évènements. Il met en exergue les grandes notions comme le départ, l'initiation et le retour, mais fait aussi le lien avec onze des douze étapes du voyage du héros avec des moments-clefs et événements précis survenant dans le jeu.
Joseph Campbell soutient également que les récits mythiques capturent mieux le chemin du dépassement de soi, que « le soi-disant monomythe du voyage du héros reflète le mieux le voyage de l'auto-transcendance » et que la fin heureuse de ce dernier suggère une « transcendance de la tragédie universelle de l'homme ». Link se révèle en tant que héros. Il est novice puis devient expert dans de nombreux domaines pour réussir. Cependant, le joueur commence aussi en tant que novice avant de progresser et son avatar ne devient expert seulement si lui-même atteint ce niveau. Ils deviennent tous deux le « Héros du temps » ensemble puisque leur parcours du dépassement de soi est lié à chaque étape du jeu.

### Déluge
En Occident, le déluge est synonyme de châtiment divin. Le mythe de l'Atlantide, celui du Déluge du récit biblique de Noé, ou la légende d'Ys tendent à faire de l'eau un instrument de purification par la destruction,,. Cependant en Asie, c'est différent. Au Japon, comme en Chine, de nombreuses légendes content les histoires de mondes sous-marins. La légende du Roi des singes met en scène un dieu dragon vivant dans un palais situé sous les océans, dont un des piliers soutient la « voûte » marine. Dans la légende d'Urashima Tarō, un pêcheur connaît une histoire sentimentale avec une princesse dans le palais sous-marin du dieu Dragon. Lorsqu'il retourne dans son village, personne ne le reconnaît. Il se retrouve en réalité trois cents ans plus tard, car le temps ne s'écoule pas de la même manière dans les deux endroits.
Dans The Wind Waker, le déluge raconté, qui se déroule bien avant les évènements survenant dans le jeu, est une réponse face à l'attaque de Ganondorf et un moyen pour le vaincre. Ce n'est pas un châtiment divin, mais le processus semble avoir échoué et le monde est figé dans le temps. Celui-ci se remet à s'écouler de nouveau lorsque l'Épée de légende est retirée de son socle. La fin du jeu remet à nouveau en scène la submersion d'un danger afin que les vestiges d'Hyrule soient totalement engloutis, et ainsi permettre la pérennité du nouveau monde. Le Déluge reprend donc son cours pour le bien de l'humanité. Il est dès lors tout de même synonyme de renouveau.

### Temps
Comme dans la plupart des jeux de la franchise The Legend of Zelda, The Wind Waker aborde la notion du contrôle ou du voyage dans le temps. Le héros peut passer du jour à la nuit grâce à la baguette du vent et une mélodie spéciale, afin de réaliser certaines actions qui n'ont lieu que la nuit, ou attendre le jour pour éliminer certains ennemis sensibles à la lumière.
Les effets du temps sont également présentés lorsque le héros fête son passage à l'âge adulte, ou lorsque le jeu établit les relations avec les épisodes précédents en les présentant comme une légende,. L'évolution des peuples de cet univers est aussi un marqueur de l'effet du temps.

### Influence de la famille sur les protagonistes
Lorsque Link fait face à la perte traumatique causée par l'enlèvement de sa sœur, son désir d'endosser le rôle du grand frère qui protège sa sœur du mal lui donne un sens. Dans sa famille, sa grand-mère l'aide à devenir le Héros du temps, et si elle s'inquiète, elle ne le détourne pas de cette voie. D'autant plus que ce n'est pas seulement dans sa famille que ces pratiques ont lieu, mais dans toute l'Île de l'Aurore. C'est une communauté entière qui a pour tradition de fêter le passage de chaque enfant à l'âge adulte. Joseph Campbell soutient que de « telles cérémonies rituelles peuvent aider à préparer les adolescents aux difficultés et aux défis auxquels ils seront confrontés à l'âge adulte, en leur rappelant le héros mythique en eux-mêmes ». Ainsi, les attachements avec sa famille, son rôle de grand frère et la cérémonie de passage à l'âge adulte pratiquée par sa communauté aident Link à surmonter avec courage son traumatisme, plutôt que de subir des effets du syndrome post-traumatique.
Le personnage de Tetra, qui est en réalité la princesse Zelda, connaît une situation tout à fait différente, dans la mesure où elle n'apprend qu'au milieu de l'aventure son importance et rôle central. Le soutien familial est d'autant plus différent que la princesse est dès lors enfermée par son père dans le but de la protéger, puis elle disparaît jusqu'à la fin de l'aventure, la piégeant dans un rôle soumis, à l'opposé de celui de Link. Elle redevient cependant à la fin du jeu celle qu'elle choisit d'être, invitant Link à partir à nouveau sur l'océan.

## Développement

### Genèse et vidéo duSpace World 2000
The Wind Waker est développé par la division Nintendo EAD. L'équipe débute par la planification d'un nouveau jeu Zelda très tôt dans le processus de développement du système de jeu GameCube, avant même que Majora's Mask ne soit achevé, lui-même sorti sur Nintendo 64 en 2000. Eiji Aonuma, réalisateur de ce dernier, reprend le projet tandis que Shigeru Miyamoto et Takashi Tezuka s'installent aux rênes en tant que producteurs,,,. Miyamoto et Aonuma supervisent en réalité le projet, ce dernier est assisté de Yoshiaki Koizumi à la réalisation,. Aonuma conçoit le scénario. Les premiers concepts reprennent le design d'Ocarina of Time, avec des visuels améliorés à hauteur des capacités de la nouvelle plate-forme,. L'équipe crée très rapidement une brève démo technique de Link affrontant Ganondorf dans un combat à l'épée, dans l'optique de réaliser une démonstration lors de l'exposition Nintendo Space World 2000 qui se déroule fin août, lors de laquelle l'entreprise nipponne dévoile la GameCube. Cette courte vidéo baptisée The Legend of Zelda 128 reprend le thème d'un combat à l'épée, similaire à celui d'une précédente démo présentée lors du Nintendo Space World 1995. Celle-ci trouve un écho auprès des fans comme des commentateurs, qui espèrent voir le prochain jeu Zelda arriver en avant-première sur la console, dans un style équivalent et plutôt réaliste,,,,,.

### Choix ducel-shading
« Ça, ce n'est pas un Zelda. Ça n'est en aucun cas un Zelda. »

— Eiji Aonuma

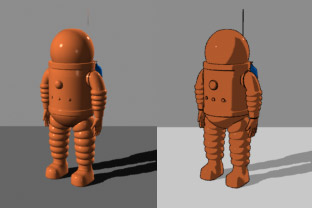
Exemple de graphismes en cel-shading : rendu conventionnel à gauche, et cel-shading à droite.

Cependant l'équipe estime avoir épuisé toutes les idées pour ce style et ce format de jeu. Aonuma déteste la vidéo, la trouvant simplement dérivée des jeux Zelda précédents. Pour lui, elle n'est pas l'idée qu'il se fait de Zelda. Elle n'a pour but que de tester les capacités de la nouvelle console, et n'est pas un projet à part entière,. Aonuma précise également qu'il veut faire mieux que les jeux de la franchise sur Nintendo 64 en matière de maniabilité et dans la façon dont est manipulé le personnage Link. Mais, un aspect graphique beaucoup plus réaliste complexifie la maniabilité. L'équipe s'interroge pour savoir si elle doit poursuivre dans cette voie du rendu photoréaliste et ainsi, décide d'aller à l'inverse du réalisme,. Elle estime que trop de productions du moment se ressemblent (en 2000). Elle veut étonner les joueurs et conclut que ce n'est pas en créant un jeu réaliste qu'elle va y arriver. D'autant plus que Nintendo annonce après la sortie de la GameCube son retrait de la course à la surenchère technologique qui s'opère entre les différents acteurs du secteur des constructeurs de consoles. Elle approfondit alors ses recherches dans d'autres directions. Le concepteur Yoshiki Haruhana crée un dessin caricatural d'un jeune Link, qui attise l'intérêt des développeurs, comme le directeur de la conception, Satoru Takizawa qui dessine alors un ennemi Moblin dans un style similaire. L'équipe explore derechef les nouvelles possibilités de jeux et de combat offertes par l'esthétique du dessin animé stylisé. Afin d'obtenir cet aspect, elle utilise le cel–shading sur les modèles 3D donnant ainsi un rendu de dessin animé interactif,,,. Cette technique consiste à appliquer une texture particulière sur des modèles 3D, avec un éclairage spécifique, donnant aux visuels ce rendu particulier,,.
Outre le parti pris artistique, le cel-shading permet d'économiser des ressources. Ce choix en matière de graphismes permet une durée du développement courte,. Ces graphismes permettent également à l'équipe de faciliter sa compréhension des mécanismes du jeu par l'altération visuelle des objets en mouvement, ce qui n'est selon elle pas possible avec des graphismes photoréalistes. De même, les personnages sont beaucoup plus expressifs, à la manière d'un dessin animé, et possèdent des grands yeux ronds qui bougent de part et d'autre de l'environnement. Les producteurs Miyamoto et Tezuka sont cependant sceptiques sur certains choix, par exemple la taille exagérée des yeux des personnages, bien que l'équipe défende ses choix,. Selon Miyamoto, l'avantage de ce type de graphismes est de permettre aux illustrations des jaquettes des boites de jeu d'être plus représentatives.

### Évolution dugameplay
Avec The Wind Waker, Aonuma procède à un renouvellement des bases de la franchise. Par exemple, le début du jeu se déroule dans une ambiance heureuse, alors que dans les précédents opus, c'est une voix mystérieuse, plus dramatique qui réveille le héros et lui demande de partir à l'aventure. C'est une structure de prologue qui sera par la suite réutilisée dans les épisodes The Minish Cap, Twilight Princess et Spirit Tracks. Le premier donjon abandonne la structure classique des labyrinthes souterrains pour proposer des phases de jeu d'infiltration. Le renouvellement se traduit également par les nouveaux objets, les nouvelles actions, mais aussi les lieux et le bateau permettant de se déplacer. En outre, le jeu met en scène un nouveau héros, dans un nouvel univers, dans un jeu doté de nouveaux graphismes et de nouveaux mécanismes. Aonuma met donc en place une sorte de reboot de la franchise. Le jeu présente même l'un des précédents opus comme une légende immuable, lorsque le scénario évoque les événements d'Ocarina of Time, ou quand le château d'Hyrule englouti présente des vitraux racontant son histoire,. Ces changements marquent une certaine continuité dans les choix d'Aonuma, qui comme lors du développement de Master Quest, a préféré innover et créer Majora's Mask.

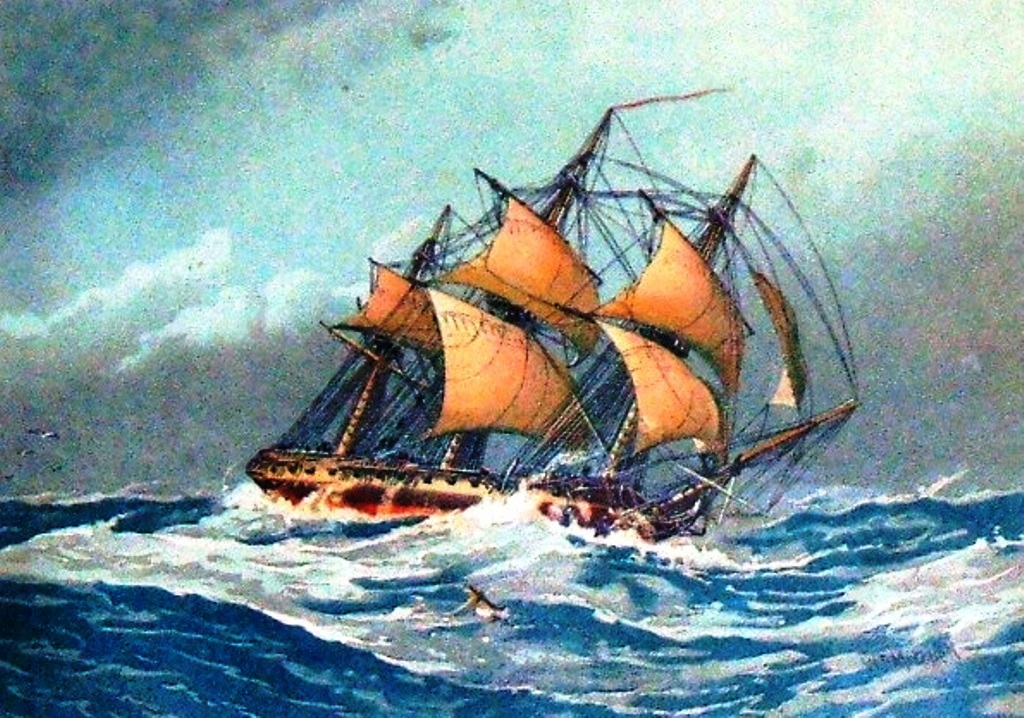
L'équipe décide rapidement que l'intrigue se déroule sur un océan, et estime que le meilleur moyen pour se déplacer devient le bateau, ce qui entraîne l'implémentation du vent dans le gameplay, un élément que Nintendo était désireux d'introduire depuis longtemps au centre du système de jeu de l'un de ses jeux (dessin d'une Caravelle).

Si l'équipe repart de zéro, elle reprend la base du gameplay mis en place dans Ocarina of Time et Majora's Mask en y apportant des nouveautés,. Le jeu est développé avec Maya 3D d'Alias Wavefront et un moteur de jeu personnalisé. Selon l'entreprise, Maya 3D a permis à Nintendo d'améliorer sa productivité grâce aux fonctionnalités d'automatisation du logiciel. L'équipe décide rapidement d'implémenter un océan, avec des îles, motivée par l'idée que ce type de décors en cel-shading permet des mécanismes et des visuels intéressants. De l'étendue d'eau découle la fonctionnalité centrale de la navigation,. L'équipe juge comme une évidence que le meilleur moyen pour voyager serait d'utiliser un bateau. Ainsi, le concept du vent apparaît dans le gameplay, en relation avec le bateau à voiles. Miyamoto dévoile en 2004 que Nintendo a depuis longtemps la volonté de mettre le vent au centre du gameplay d'un jeu. En effet, Nintendo a déjà inclus des phases de jeu comportant cet élément, notamment dans les jeux Super Mario. Cependant, ce n'était pas sur GameCube, que Miyamoto considère comme la première plate-forme capable de bien présenter cet aspect,. Le vent est donc un élément prépondérant dans une grande quantité de mécanismes de jeu. Il est actif pour la feuille Mojo, les marionnettes du Temple du vent, ou dans le contrôle sur les mouettes.

« Depuis longtemps, nous voulions pouvoir utiliser le vent dans un jeu [et] nous avons décidé de nous mettre au défi [de le faire]. »

— Shigeru Miyamoto
L'équipe veut faire du jeu une expérience accessible et offrir un monde à parcourir pour le simple plaisir de l'aventure. Le niveau de difficulté se trouve sensiblement diminué, puisque pour Miyamoto, il est nécessaire que le personnage joueur ne meure pas aussi souvent que dans les deux précédents opus. L'obtention de la troisième perle simplement auprès d'un personnage non-joueur alors que deux donjons doivent être visités pour récolter les deux premières marque la volonté de ne pas centrer le jeu sur l'action, notamment les donjons. De par la présence de la grande étendue d'eau et la grande partie du temps passée à naviguer, le jeu est moins centré sur l'action. Ce n'est pas un choix délibéré mais une conséquence des choix des mécanismes de jeux. Le temps important passé à naviguer sur une étendue d'eau vide est assez critiqué. Aonuma précise qu'il aurait voulu placer plus d'îles sur la Grande Mer, mais les limitations de la plate-forme GameCube ont obligé l'équipe à en restreindre le nombre. De plus, il estime que la présence de davantage d'îles aurait gêné la navigation, le bateau rencontrant tout le temps des terres, et aurait empêché de faire naître le sentiment de partir à l'aventure. Pour Aonuma, il n'est pas concevable de réduire les durées des voyages sans dénaturer le concept mis en place. Il repose sur la liberté et l'exploration et nécessite donc une grande part de voyage et de déplacements.
Le jeu comporte de nombreux mini-jeux, mais l'équipe en conçoit encore plus, de sorte qu'Aonuma est obligé d'en mettre de côté. Mais pour lui, c'est un avantage d'en proposer une grande quantité, dans la mesure où un des thèmes du jeu est la liberté. Il est donc important que le joueur puisse aller où il veut et trouver toujours quelque chose à rechercher.

### Conception des personnages
L'équipe envisage de changer complètement l'aspect de Link, d'autant plus que plusieurs siècles se sont écoulés depuis le précédent opus et que tous les personnages sont différents. Elle estime cependant que le petit personnage vert est trop ancré dans l'inconscient des joueurs pour le changer. Ses proportions lui donnent cependant un aspect chibi. La furtivité est un mécanisme de gameplay introduit principalement dans le début du jeu, dans le but de mettre en avant l'évolution du personnage. En effet, par la suite, il peut affronter les combats puisqu'il est plus puissant,.

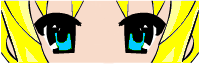
Grâce à la technique du cel-shading, l'équipe dote Link de gros yeux permettant plus d'expressivité, mais qui participent aussi au gameplay, par exemple en indiquant des emplacements en fonction des directions du regard.

Avant même d'écrire le scénario, l'équipe décide que Link sera enfant et part de ce point. Plutôt que de lui donner de la sagesse, Aonuma décide de lui donner de l'énergie et du courage. C'est dans cette optique qu'il choisit de faire kidnapper sa sœur au début du jeu, afin de le motiver profondément dans ce qu'il a plus cher et de plus proche. Grâce à la technique du cel-shading et à l'aspect dessin animé, l'équipe peut donner plus d'expressivité, à travers les grands yeux des personnages, notamment de Link. C'est l'une des caractéristiques principales du personnage dans cet opus. La décision de marquer cet aspect découle du choix des graphismes, sans découler d'une contrainte technique. En effet, la première version capable d'afficher des visuels en cel-shading est rudimentaire et ne permet que de placer peu de chose sur les modèles. Mais l'équipe veut que les yeux de Link bougent de temps en temps. En mettant cet aspect en scène, elle se rend compte que le regard de Link permet de transmettre des émotions et des informations. Elle décide alors de rajouter de plus en plus de mouvements et d'expression, puis par la suite dans la totalité du jeu. Par le regard, l'équipe désire donc que le héros soit connecté à son environnement et tente de lui donner une grande expressivité,. Selon Aonuma, ces effets n'auraient pas pu être possibles avec des graphismes réalistes. L'équipe envisage aussi de changer la couleur des cheveux du personnage, sinon celle de ses yeux. Certaines photos diffusées durant le développement montrent Link avec des yeux avec une couleur différente, mais Miyamoto reçoit plusieurs messages du public lui demandant de ne pas le faire. Elle envisage aussi de lui donner un regard aux yeux rouges, mais doute de l'intérêt puisque la caméra doit être face au personnage pour permettre de le constater, et ne l'inclut finalement pas,. Lors d'une interview axée sur le développement de The Wind Waker, Aonuma revient sur l'absence de doublage dans la franchise. Il explique avoir repris cet aspect des précédents jeux et rajoute que l'équipe n'a pas eu besoin de voix pour exprimer tout ce qu'elle désirait. Il précise ne pas savoir si cela sera ainsi pour la suite de la franchise, mais rappelle que les joueurs se font depuis longtemps leur propre idée de la voix de Link et qu'en imposer une pourrait rentrer en contradiction avec leur imaginaire.
La création d'Arielle découle directement du personnage de Link. Elle est créée pour mettre en avant les efforts de Link et sa puissance face aux dangers, mais aussi pour donner au récit un côté plus réaliste. Alors que dans les précédents opus, une sorte de voix étrange réveille Link, lui demandant de partir à l'aventure, il se met là en mouvement pour sauver sa sœur. Dès le départ, l'équipe choisit de faire de Tetra la princesse Zelda. Son nom est issu du terme grec pour quatre et découle de la Triforce. Pour l'équipe, son changement de ton et d'expression faciale lorsqu'elle devient princesse est logique, puisque son destin change. La coiffure en forme de tourbillon est choisie afin de rappeler la fumée et le vent présents dans le jeu. Bien que Ganondorf soit l'incarnation de la méchanceté et l'antithèse du héros, le concepteur décide de lui donner un certain charme. Le jeu se déroule de nombreuses années après le précédent opus, afin de lui donner un air plus mature. Aonuma se demande s'il doit le transformer en cochon à la fin du jeu, sa forme bestiale, mais ne le fait pas sur les conseils de Miyamoto. Ce personnage reçoit des influences visuelles asiatiques.

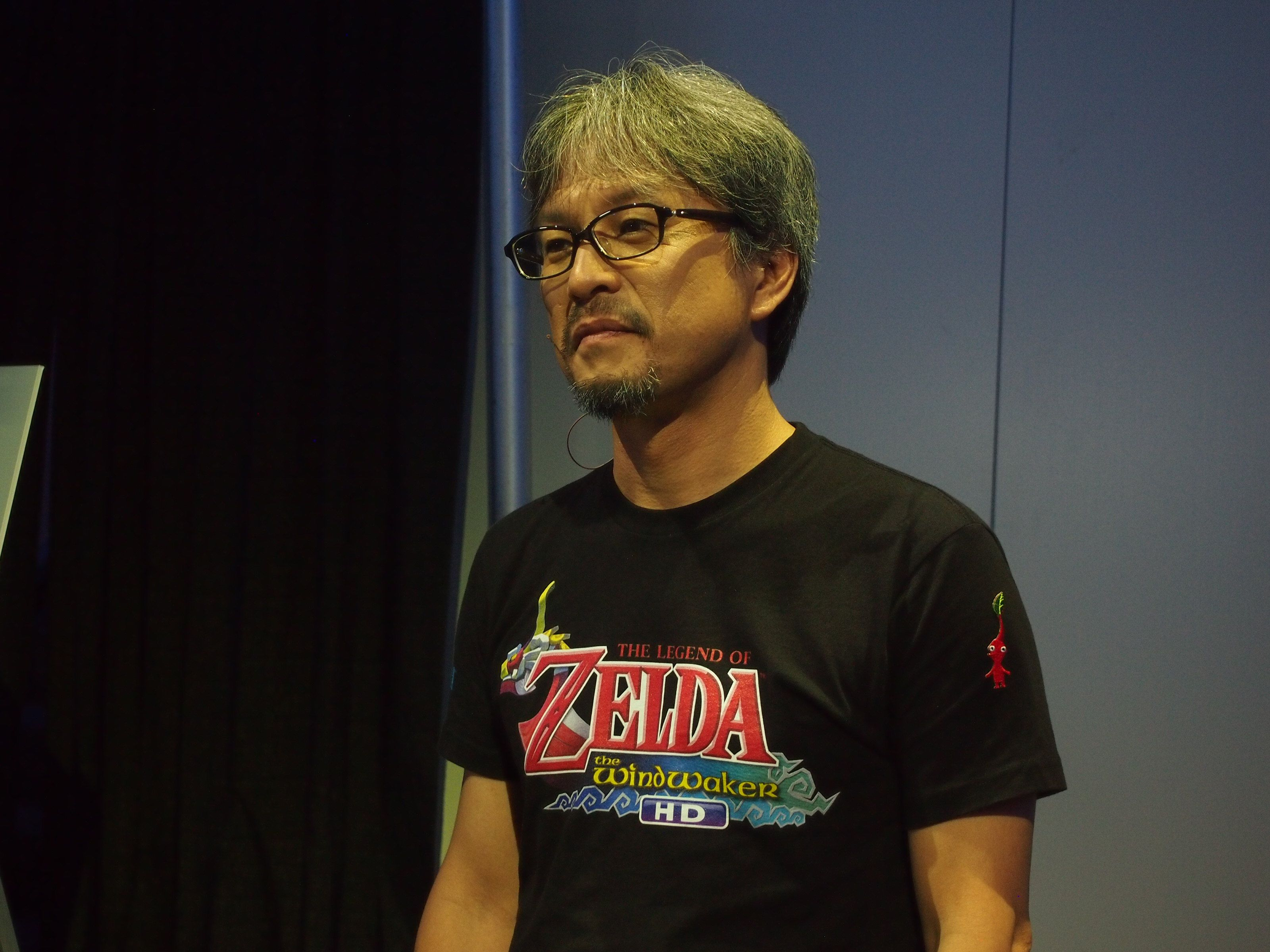
Eiji Aonuma, réalisateur du jeu.

Le bateau Lion Rouge est censé à l'origine remplacer la fée Navi dans Ocarina of Time. Ce moyen de déplacement s'apparente également à Epona, présent dans les précédents jeux de la série. Permettre au bateau de parler et d'aider Link dans sa quête est une idée d'Aonuma. Durant le développement, un membre de l'équipe propose de faire du bateau et du roi d'Hyrule le même personnage. L'apparition du souverain du royaume est quant à elle décidée avant même la création du bateau. Le dessin de la tête arborant la proue du navire apparaît très tôt dans le développement, et n'est à ce moment-là qu'un simple décor,. Les designers s'inspirent de celui-ci pour créer le roi et font en sorte que le joueur puisse reconnaître le bateau s'il étudie le dessin du souverain, bien qu'ils soient totalement différents. Aonuma écrit les dialogues du bateau Lion Rouge comme des messages adressés à son fils, qui vient de naître durant le développement. En réalité, le bateau représente l'image du propre père de Link. Aonuma le considère également comme un alter ego. Dans une interview en 2003, il dévoile que la naissance de son fils pendant le développement du jeu l'a probablement influencé, et que le jeu est en quelque sorte destiné à lui.
La première apparition de Tingle dans le processus de développement de The Wind Waker se produit lorsque l'équipe tente d'inventer un mini-jeu incluant des ballons. Elle pense alors naturellement à lui, alors que ce personnage étrange est pourtant destiné à l'origine à rester seulement dans Majora's Mask, le jeu dans lequel il est apparu. Cependant, l'équipe estime qu'une partie du public a appris à l'apprécier et qu'il correspond aux besoins du jeu. La connectivité avec la console Game Boy Advance, qui permet d'aider le joueur, est une idée de Miyamoto. Il demande à l'équipe de plancher sur le sujet, signalant que les jeux Zelda n'ont jamais été jusque-là multijoueur, et propose l'idée qu'une personne extérieure puisse aider le joueur. Aonuma de son côté imagine alors une sorte de manuel en ligne et l'équipe commence à travailler dessus. Mais elle est finalement inspirée de la propre expérience de Miyamoto, lorsqu'il crie « non, à droite, plus vite ! », pour aider ses enfants pendant qu'ils jouent aux jeux vidéo.
Les Korugus peuvent rappeler les créatures fantastiques vivant dans la forêt, et la protégeant, de l'œuvre de Hayao Miyazaki, Mon voisin Totoro,. Le bestiaire rappelle également les monstres du studio Ghibli. Durant la promotion du jeu à sa sortie, Miyamoto évoque même les influences de Miyazaki sur l'équipe. L'influence générale sur le jeu peut également être relevée dans Conan, le fils du futur (1978), dans lequel Miyazaki met en scène un monde immergé par les eaux et parsemé d'îles, sinon Princesse Mononoké (1997) avec ses esprits de la forêt.

### Controverses et déception des fans
Nintendo présente une démo de ce projet au Nintendo Space World 2001 qui se déroule fin août,. L'accueil des visuels en cel-shading est très controversé de la part des observateurs. Si certains apprécient ces graphismes inédits dans la franchise, les fans réagissent fortement et sont déçus, alors qu'ils espéraient un Zelda plus réaliste dans la veine de la démo présentée en 2000,,. Ils sont d'autant plus surpris que la concurrence comme Sony ou Microsoft se lance dans une course à la technologie pour afficher le plus de polygones possibles et un rendu photoréaliste. Nintendo s'interroge et réalise même un sondage auprès des joueurs via son site web, qui montre que seulement 8,27 % des personnes sondées apprécient ces graphismes. Certains observateurs reprochent à Nintendo de vouloir se centrer par le biais de ces visuels simplistes sur un public plus jeune. D'aucuns espèrent ou imaginent même qu'un autre Zelda est en développement en parallèle, dans l'espoir de voir sortir un jeu plus réaliste. Les fans surnomment le jeu Celda, mot-valise des termes cel-shading et Zelda. Aonuma est conscient du risque de recevoir des réactions négatives. Mais Miyamoto est très surpris par l'ampleur de l'accueil réservé au jeu, et décide alors de ne pas révéler plus d'information jusqu'à ce que l'équipe ait terminé une démo jouable, dans l'espoir de déplacer l'attention des observateurs des graphismes vers le gameplay,. Ils ne parviennent pas à sortir cette idée de la tête des gens lors du salon, ni par les communiqués de presse et la communication mis en place après celui-ci.
Cependant, Miyamoto défend le jeu et précise que ce n'est pas un changement sans raison. Il explique que les joueurs ont eu seulement accès aux visuels. Mais il précise que ces choix en matière de graphismes sont motivés par certains éléments, et c'est en jouant qu'il est possible de s'en rendre compte. Il rajoute que le but est aussi de toucher un public plus large, plutôt que de se concentrer sur les cibles les plus jeunes. Aonuma tente d'expliquer que le jeu est empreint de réalisme, pas du point de vue graphique, mais du caractère vivant du personnage Link, grâce aux expressions de son visage.

### Acceptation par la presse spécialisée

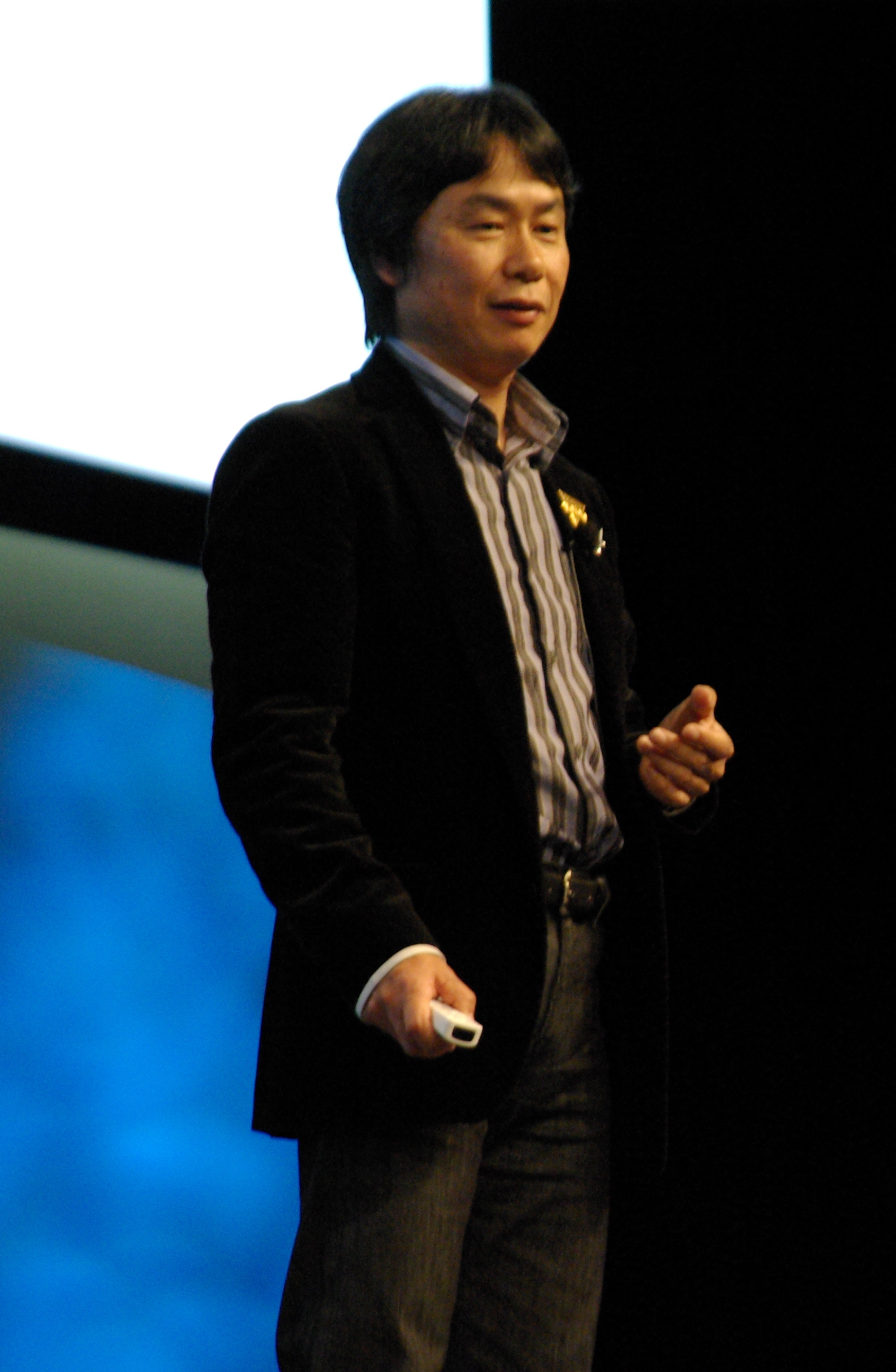
Shigeru Miyamoto, créateur de la franchise The Legend of Zelda et producteur du jeu, défend The Wind Waker pendant l'E3 2001, l'année suivant en 2002, mais aussi durant toute la promotion.

L'année suivante, Shigeru Miyamoto présente une nouvelle démo, jouable, lors de l'Electronic Entertainment Expo 2002, alors que le jeu Four Swords Adventures est déjà dévoilé. Lors de cette démonstration, Miyamoto rencontre des problèmes lorsqu'il veut montrer la nouvelle capacité de Link à utiliser les armes laissées par les ennemis vaincus. Malgré cet échec, la réception de la démo est plus positive que lors du Nintendo Space World 2001, notamment auprès de la presse spécialisée,,,,,. Le jeu y reçoit un titre du meilleur jeu sur console lors des Game Critics Awards se tenant à la fin du salon. Le style fantaisiste est comparé à celui du jeu A Link to the Past et aux illustrations promotionnelles des jeux précédents de la franchise. Cette démo présente également de nouvelles fonctionnalités comme la possibilité de connecter la Game Boy Advance et de recevoir l'aide de Tingle. Mi-mai 2002, malgré les critiques, un sondage indique que le jeu compte parmi les plus attendus au Japon. Toutefois, l'aspect visuel continue à diviser le public,.

### Fin de processus et finalisation du jeu
Le développement du jeu est assuré par une équipe de près de 50 personnes en fin de processus, s'étale jusqu'à la fin de l'année 2002, et dure près de deux ans et demi,,. En fin de processus, deux donjons sont supprimés, pour laisser place à la quête qui permet de récupérer les éléments de la Triforce disséminés sur la Grande Mer. Ces donjons sont par la suite recyclés dans d'autres jeux de la série,.
En 2005, Aonuma dévoile qu'en réalité la fin du développement s'est montrée mouvementée et que l'équipe joue alors contre le temps. Il reste tellement peu de temps qu'il est obligé de valider des aspects du jeu qui lui semblent incomplets. Il reconnaît que la quête de la Triforce est « ennuyeuse » et « lente », et admet aussi l'avoir finalisée sous la pression du temps. Pourtant, le jeu est par la suite critiqué pour un certain manque de donjons. Pourtant, l'équipe juge l'aventure trop grosse. Elle estime alors nécessaire de réduire le nombre de donjons pour permettre à tous les joueurs, les plus expérimentés comme les plus jeunes, de terminer le jeu.
Le 15 octobre 2002, Nintendo dévoile le sous-titre japonais Kaze no takuto, afin de souligner le rôle du vent dans le jeu. Dès le mois de mai 2002, Nintendo annonce que la sortie en Occident est retardée pour le début de l'année 2003. Le sous-titre occidental The Wind Waker est quant à lui dévoilé le 2 décembre 2002. Entre la sortie japonaise et la sortie nord-américaine, l'équipe modifie certains aspects, notamment en raccourcissant la longueur de la quête de la Triforce et en simplifiant la recherche,. La sortie européenne bénéficie également d'ajustements de dernière minute.

## Musique
La musique de The Wind Waker est composée par un collectif d'artistes parmi lequel figurent Koji Kondo, Toru Minegishi, Kenta Nagata et Hajime Wakai. L'équipe est beaucoup plus importante que pour d'autres projets, reflétant la volonté de Nintendo d'obtenir un travail de très haute qualité dans un planning précipité. Kondo participe à la composition, mais ne supervise pas l'équipe. Minegishi et Wakai composent quelques thèmes et Nagata conçoit les thèmes nautiques. La bande sonore inclut toutefois plusieurs des morceaux issus des précédents jeux Zelda retravaillés, notamment d'A Link to the Past et Ocarina of Time. Ceux-ci sont cependant modifiés pour souligner le temps écoulé entre les différentes histoires des jeux de la franchise. La bande-son est principalement environnementale. Elle s'adapte en fonction des lieux, de l'heure et d'autres conditions se déroulant dans le jeu,. Une grande partie de la partition est inspirée de la musique irlandaise traditionnelle et est globalement plus légère et plus optimiste que les bandes-son des précédents jeux,. Le thème principal intègre par exemple des notes de flûte, de violon et de cornemuse sur un rythme de tambours. Certaines compositions sont influencées par la musique latine. La bande-son invite au voyage et au dépaysement. La partition comprend des cordes, des cuivres, des vents et des percussions. Les chants en ré majeur sont particulièrement proéminents dans les airs joués lorsque Link dirige le bateau aidé de la Baguette du vent. Shigeru Miyamoto aurait joué de la mandoline sur le thème principal,,,,,. Les cris des mouettes sont en réalité ceux d'éléphants, et les sons des pas dans le désert sont des bruits de chips. Malgré le support numérique, Nintendo a opté pour un son MIDI. Le jeu supporte un son Dolby Surround.
Une bande originale officielle composée de deux disques comportant 133 pistes est publiée le 19 mars 2003 uniquement au Japon sous le titre The Legend of Zelda: The Wind Waker Original Sound Tracks,.

## Commercialisation

Logo de la version japonaise.

Le jeu est commercialisé sur GameCube le 13 décembre 2002 au Japon sous le titre ゼルダの伝説 風のタクト (Zeruda no densetsu: Kaze no takuto), le 24 mars 2003 en Amérique du Nord et le 3 mai 2003 en Europe,. Comme pour les précédents opus, les éditions occidentales sont commercialisées dans des boites et des disques de couleur dorée,.
La sortie européenne s'accompagne d'une certaine confusion, notamment en France, ou en Espagne. Nintendo a annoncé la sortie officielle au 3 mai 2003 dans toute l'Europe,, mais donne plusieurs dates anticipées dans l'hexagone avant de se dédire. Alors que les documents distribués à la presse indiquent la date du 2 mai, ces deux dates cohabitent suivant les médias. D'autres médias, notamment des publicités télévisées officielles de Nintendo, vantent la sortie du jeu le 30 avril 2003. Les détaillants qui ont été livrés affirment clairement la mise en rayon à cette dernière date,. Le 24 avril, Nintendo confirme bien la sortie au 3 mai,. Pourtant, le jeu est bien installé dans les gondoles au 30 avril. En outre, Jeuxvideo.fr relate que certains joueurs ont obtenu le jeu depuis le 26 avril, et semble revoir le même scénario du cafouillage qui est survenu lors de la sortie de la GameCube en France. De surcroît, Jeuxvideo.fr dévoile que sur les 70 000 copies prévues en France, seulement la moitié est parvenue à un seul et unique gros distributeur, qui dispatche les jeux auprès de deux de ses enseignes, la Fnac et Micromania, le reste des copies et les petits détaillants étant livrés après. En Espagne, la sortie en magasin s'effectue le 29 avril 2003. A posteriori, la date de sortie en Europe est parfois indiquée au 2 mai 2003,, y compris par Nintendo.
Afin de promouvoir la sortie, Nintendo édite un disque bonus appelé The Legend of Zelda: Ocarina of Time / Master Quest, comprenant le classique Ocarina of Time et sa version remaniée avec par exemple des donjons plus difficiles, prévue sur l'extension de la Nintendo 64 appelée 64DD, et jamais sortie dans le commerce, Ura Zelda. En Amérique du Nord, le disque est proposé en édition limitée uniquement à ceux qui ont précommandé The Wind Waker, tandis qu'en Europe, il est joint à la console GameCube dans une offre groupée,,,,,.
En mai 2003, Nintendo commercialise une offre groupée réunissant The Wind Waker et la console GameCube en édition limitée en Amérique du Nord et en Europe.
En novembre 2003, Nintendo lance une offre promotionnelle permettant aux joueurs d'obtenir sous conditions une compilation de jeux de la franchise appelée The Legend of Zelda: Collector's Edition. Réunissant quatre des cinq premiers jeux sortis sur console, soit The Legend of Zelda, The Adventure of Link, Ocarina of Time, et Majora's Mask, ainsi qu'une démo de 20 minutes du jeu The Wind Waker, la compilation n'est pas officiellement sortie dans le commerce, mais proposée aux joueurs sous conditions variant suivant les continents ou les pays. Elle a donc pu être obtenue dans une offre groupée avec la console GameCube, en achetant certains jeux parmi une liste définie de titres Nintendo, ou en s'inscrivant au Club Nintendo, avec un certain nombre de points réunis en achetant des jeux Nintendo,,,,,,,.
En 2004, The Wind Waker est réédité dans la gamme Player's Choice en Amérique du Nord et en Europe,. En novembre 2005, The Wind Waker figure aux côtés de Metroid Prime dans une même version boite du jeu contenant deux disques. Le jeu est proposé par Nintendo dans une offre groupée avec la console GameCube seulement en Amérique du Nord,.

## Accueil

### Critiques
The Wind Waker est salué par la presse spécialisée lors de sa sortie. Les critiques relèvent des visuels d'une grande qualité, et un concept issu des jeux de la Nintendo 64 affiné. Quelques critiques mineures sont soulevées comme la longueur des phases de navigation ou la difficulté de jeu assez basse. Cependant, tous les médias considèrent le jeu comme l'un des plus aboutis dans son genre à cette époque. Le jeu obtient une moyenne de notes de 94,43 % sur GameRankings sur la base de 94 critiques et de 96 % sur Metacritic sur la base de 80 critiques. C'est le quatrième jeu à recevoir un score parfait de la part du magazine japonais Famitsu. En Occident, de nombreux médias lui donnent également la note parfaite, comme Computer and Video Games, GamePro, Jeuxvideo.com, Eurogamer, Nintendo Power, Play, Game Informer, Joypad, ou 1UP.com. Il reçoit également de bonnes notes de la part de nombreux autres critiques, même s'il n'atteint pas le niveau de critiques élogieuses qu'a obtenu Ocarina of Time.
Jeuxvideo.com estime que le gameplay est en réalité celui des épisodes Nintendo 64 optimisé, ce que confirme IGN,. GameSpot, et d'autres médias font le même constat, rappelant qu'il fonctionne aussi bien que son modèle. Consoles + juge somme toute le gameplay lié aux donjons très classique. Selon Joypad, Link dispose d'une bonne jouabilité et répond « exactement » aux sollicitations du joueur. Pour IGN, les contrôles sont intuitifs. Pour Joypad, le jeu « excelle dans le nombre, la profondeur et la variété des à-côtés » de la quête principale. La totalité des critiques relèvent l'immensité de l'univers proposé,,. IGN considère l'univers et les connexions entre les différents lieux comme réussis, mais juge les enchaînements de donjons linéaires. Le site apprécie leur conception, les nombreuses énigmes « intelligentes ». Il juge les combats contre les boss « passionnants et intuitifs », mais « légèrement simplistes ». Le site considère cependant ces phases faciles, comme l'ensemble du jeu. Le site reproche ainsi une certaine facilité, qui rend même le personnage joueur presque invincible, ce qui est qualifié de lacune. Le niveau de difficulté a donc été revu à la baisse,. Gamekult remarque que les donjons sont moins nombreux et moins vastes qu'auparavant mais surtout très faciles. Pour le site, le dernier donjon « est [par exemple] loin de tenir toutes ses promesses »,. Pour GameSpot, le jeu « semble être plus facile que les opus précédents de la série », avec des donjons aux énigmes plutôt simples et des combats contre des boss rarement menaçants. De manière générale, l'importance et le temps accordé à la navigation sont critiqués, notamment lors de la quête de la Triforce,,,,,,. Joypad juge les voyages longs, mais agréables et immersifs. IGN estime que l'animation jouée lors de l'usage de la baguette du vent est lassante et frustrante à la longue puisqu'elle doit être effectuée et regardée de nombreuses fois sans pouvoir être évitée. GameSpy juge également la répétition de cette tâche rébarbative. Gamekult juge le poste de Tingle « un peu gadget » mais utile à quelques moments. Pour Eurogamer, c'est un excellent ajout. Selon GameSpy, la fonctionnalité peut créer une « sensation de pseudo-coopération » qui « représente une grande valeur ajoutée ».
Les critiques relèvent le rejet d'une partie des joueurs face au choix des graphismes, mais les saluent unanimement,,,,. Elles comparent le jeu à un dessin animé interactif ou jouable,,,,. Les visuels sont souvent comparés aux films d'animation de Disney et ceux d'Hayao Miyazaki,,,. Jeuxvideo.com considère que les graphismes redonnent une fraîcheur à la franchise « en lui conférant une approche davantage tournée vers l'humour ». Joypad est subjugué par les graphismes et le renouvellement visuel de la franchise. Le magazine estime que le système de caméra suit l'action à la perfection et note qu'elle peut être déplacée grâce au stick analogique. Gamekult, qui apprécie aussi la gestion des caméras, loue la qualité des visuels et le rendu « superbe », « qu'on aime ou pas le cel-shading », malgré des textures simples et des couleurs parfois criardes. C'est aussi l'avis d'IGN pour qui le choix d'apprécier ou pas les visuels ne peut empêcher de constater la « réalisation admirable ». Les critiques apprécient l'expressivité des personnages,,,. Gamekult note les émotions transmises par Link et l'attention apportée à la conception des ennemis, mais aussi les effets de flou, de chaleur, ou de fumée. Le site apprécie les effets des vagues, bien qu'ils ne soient pas à la hauteur de certains jeux. IGN relève également de nombreux détails, comme des oiseaux au loin, les vagues déferlant dans le sable, des effets de reflets ou de transparence. À l'opposé, Consoles + est l'un des rares à signaler sa déception face aux choix graphiques, mais ne peut s'empêcher de constater la qualité incomparable des visuels et de leur rendu. IGN apprécie la constance du framerate, et GameSpot repère quelques tremblements occasionnels ou des affichages intempestifs de bandes de couleurs durant la nuit, mais restant des problèmes mineurs,. NGC Magazine voit une fluidité « organique » des mouvements.
Pour IGN, les bruitages sont « tout à fait satisfaisants » notamment celui du vent, et les musiques classiques de la franchise remixées sont « rafraîchissantes ». Le site regrette le mutisme des personnages, ainsi que le manque de qualité inhérent au format MIDI du son. GamesTM jugent les musiques habilement implémentées. GameSpot approuve les musiques remixées de la franchise. Le site apprécie les musiques comme les bruitages, mais juge les grognements des personnages assez répétitifs, notamment lors des combats. Game Informer relève aussi le manque de doublage. Eurogamer juge les musiques inédites « mémorables ». Le site apprécie particulièrement les bruitages, notamment les chocs des lames des épées durant les combats. GameSpy relève les influences gaéliques sur les nouveaux morceaux et affectionne les thèmes récurrents de la série.
IGN relève une amélioration générale de tous les aspects du concept de la franchise. GameSpot considère que c'est « son haut niveau de finition » qui le met au-dessus de la concurrence. Plusieurs médias évoquent un exemple de jeu vidéo pour les concepteurs,,. Malgré quelques critiques et certaines déceptions, Consoles + juge le jeu comme l'un des meilleurs du genre action-aventure du moment. Selon Joypad, c'est « un jeu hors du commun », un « pur chef-d'œuvre » aussi bien esthétique qu'au niveau du gameplay. Gamekult voit « un jeu fabuleux, vraiment beau, intéressant, long, prenant, et largement au-dessus de la production actuelle » (en 2003). GameSpot l'estime doté d'une « présentation graphique époustouflante et des contrôles précis et un scénario intéressant ». Pour le site, la façon dont il affine l'un des jeux les plus importants de la génération 3D en fait un jeu aussi indispensable qu'Ocarina of Time l'était. Edge le qualifie d'« autre classique de Nintendo ». Pour Game Informer, « c'est l'un des meilleurs jeux, si ce n'est le plus beau du marché » (en 2003). Pour 1UP.com, c'est l'un des jeux les plus uniques et des plus agréables. Selon GameSpy, « Nintendo a toujours donné le meilleur pour ses franchises propriétaires, et The Wind Waker ne déroge pas à la règle ».

### Ventes
Lors de la sortie du jeu en 2002, l'accueil des fans est mitigé, notamment sur la question des graphismes en cel-shading,. L'accueil des fans est partagé en Amérique du Nord,. Certains joueurs apprécient le design et la vision d'Aonuma et Miyamoto, tandis que d'autres jugent les visuels enfantins et trop éloignés des conceptions plus réalistes des jeux précédents. Selon Kotaku, une grande partie de ces réactions est causée par l'inquiétude du public face à l'orientation de Nintendo sur les jeux pour enfants, par opposition au contenu plus mature et réaliste proposé par ses concurrents.
Au Japon, les distributeurs indiquent le jour de la sortie que plus de 1 000 pré-commandes ont été enregistrées.
The Wind Waker donne naissance à la campagne de pré-commande la plus réussie de l'histoire de Nintendo à ce moment-là (2003). Le Livre Guinness des records le répertorie en 2008 comme la meilleure pré-commande jamais réalisée avec près de 500 000 copies achetées avant la sortie. Nintendo rapporte le chiffre de 560 000 pré-commandes en Amérique du Nord le 13 mars 2003,, puis finalement 600 000 début avril,. Nintendo a pu favoriser les pré-commandes en proposant en Europe et en Amérique du Nord le jeu inédit The Legend of Zelda: Ocarina of Time / Master Quest à ceux qui ont acheté The Wind Waker avant sa sortie,,,,,,. La présence de deux jeux au gameplay classique de la franchise a pu également être un moyen pour Nintendo d'atténuer les réactions des joueurs réfractaires au choix artistique du cel-shading. La sortie du jeu aurait contribué à l'augmentation de près de 20 % des ventes de Nintendo GameCube sur le territoire nord-américain.

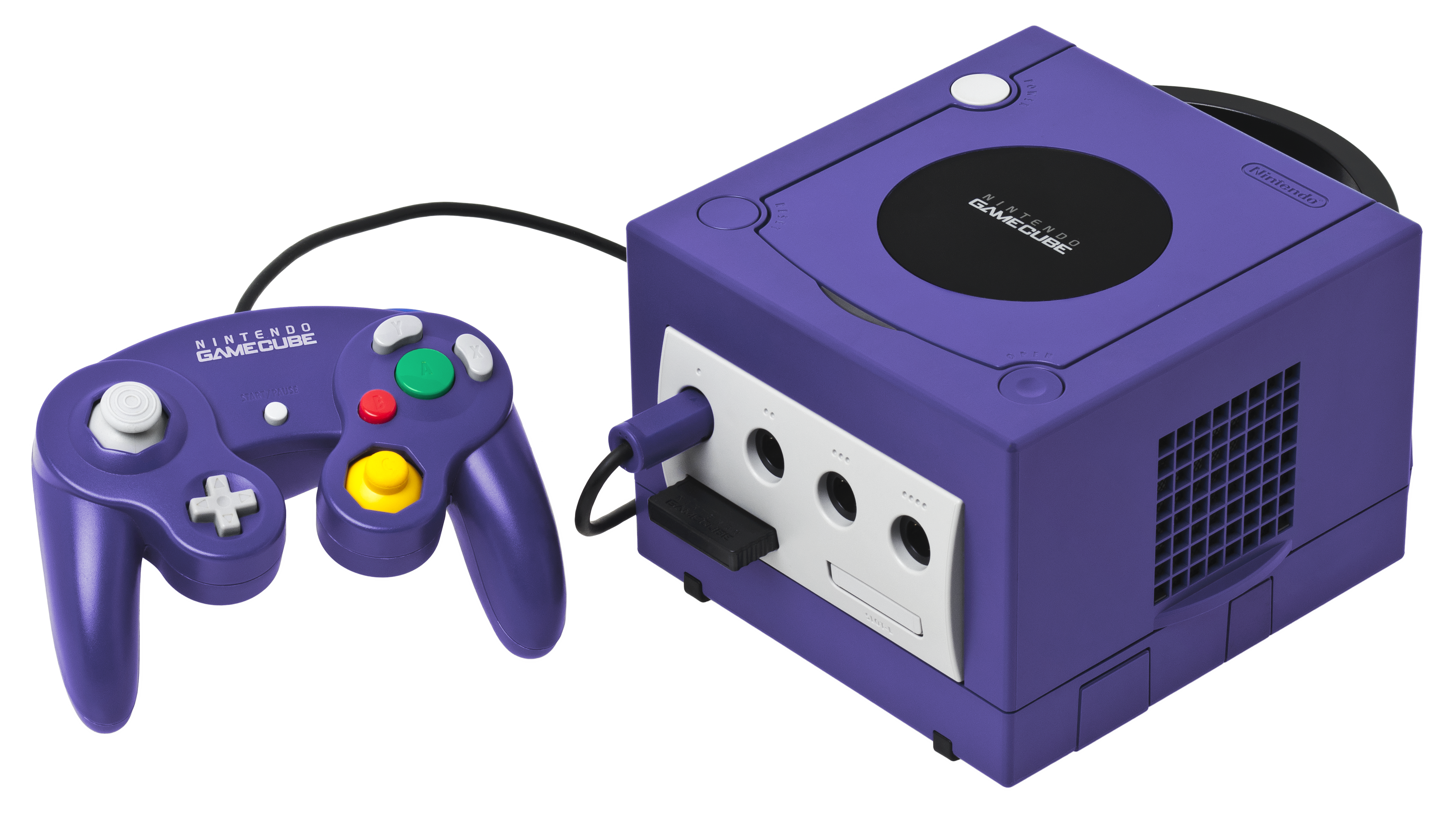
Selon les informations dévoilées par Nintendo, le offre groupée de The Wind Waker, de Master Quest et de la GameCube, a favorisé les ventes de la console en Amérique du Nord et en Europe.

Toutefois, les ventes n'arrivent pas à la hauteur des attentes, de l'aveu même d'Aonuma précisant qu'elles sont décevantes tant au Japon qu’en Amérique du Nord. Sur l'archipel, les ventes souffrent du recul général du marché du jeu vidéo, où les consommateurs se sont détournés des jeux, phénomène connu sous le nom de « gamer drift »,,. Il prend la tête des ventes lors des trois premiers jours d'exploitation avec 294 318 ventes (un institut comptabilise pour sa part 407 700 ventes). Cependant, il descend rapidement dans le top dix, dans lequel sa dernière apparition remonte à fin janvier, ou il cumule à cette période 579 294 copies écoulées,,,. Début janvier 2004, le jeu totalise 252 064 ventes sur l'année 2003, très loin dans les profondeurs du classement en 46e position.
Le marché du jeu vidéo dans son ensemble reste fort en Amérique du Nord à ce moment-là, mais les ventes de The Wind Waker sont lentes et diminuent nettement à partir du moment où elles atteignent le million en juillet 2003,,,. Le jeu se place en tête des ventes au mois de mars, mais après un bon départ, descend lentement dans le classement pour en disparaître au mois août 2003, totalisant alors 1 195 441 copies écoulées,,. The Wind Waker se vend à 4,6 millions d'exemplaires à travers le monde, ce qui est bien inférieur au record de 7,6 millions de ventes obtenu par Ocarina of Time. Pour Nintendo of America, les ventes limitées en Amérique du Nord sont causées en grande partie par les graphismes en cel-shading, qui ont choqué de nombreux joueurs, en particulier des adolescents les plus âgés qui constituent le public traditionnel de The Legend of Zelda à cette époque. Shigeru Miyamoto a également reproché au titre son échec à introduire des innovations majeures pour intéresser les joueurs établis ou en attirer de nouveaux,,.
Nintendo indique avoir écoulé en Europe 300 000 offres groupées du jeu, de la console et d'Ocarina of Time / Master Quest durant la première semaine d'exploitation. L'éditeur annonce par conséquent une multiplication par trois des ventes de GameCube sur cette période.

### Distinctions
| Année | Récompense                    | Catégorie                           | Statut  |
| ----- | ----------------------------- | ----------------------------------- | ------- |
| 2002  | Game Critics Awards           | Meilleur jeu sur console de l'année | Lauréat |
| 2003  | Japan Game Awards             | Réalisation exceptionnelle          | Lauréat |
| 2004  | Game Developers Choice Awards | Meilleurs graphismes                | Lauréat |
| 2004  | Golden Joystick Awards        | Meilleur jeu GameCube de l'année    | Lauréat |

The Wind Waker obtient un Game Critics Award du meilleur jeu sur console de l'année lors de la cérémonie qui se tient à la fin de l'E3 2002. Il termine juste derrière Doom 3 qui décroche cette année le titre de meilleur jeu du salon. Fin octobre 2003, il obtient un Japan Game Award dans la catégorie « réalisation exceptionnelle » (« Outstanding Achievement Award »),. En 2004, The Wind Waker gagne un Game Developers Choice Award pour ses visuels. Il remporte l'Interactive Achievement Award de la meilleure direction artistique en 2004 de la part de l'Academy of Interactive Arts and Sciences. Il est également nommé pour le titre de meilleur jeu console de l'année et de nombreuses autres catégories. Il est nommé aux Golden Joystick Awards pour le titre de jeu ultime de l'année et de meilleur jeu GameCube de l'année et obtient ce dernier,. Il est aussi nommé pour les BAFTA Games Awards 2003 du meilleur jeu GameCube et jeu d'aventure. Il est nommé au Imagina Games Awards en 2004 comme meilleur chef de projet, meilleur designer graphique ou meilleur jeu de l'année.
Il remporte plusieurs fois le titre de jeu de l'année 2003, de la part de GameSpot,, GameSpy, Nintendo Power et du magazine Games.
En 2005, The Age lui offre la 23e position de son top 50 des meilleurs jeux. GameSpy le désigne troisième meilleur jeu GameCube de tous les temps. En 2006, Electronic Gaming Monthly le désigne 157e de son top 200. En 2006, Nintendo Power le désigne 4e de son top 200, 4e meilleur jeu sur une console Nintendo, puis 9e de son top 285 à l'occasion de son numéro 285. En 2008, IGN le place au 39e rang de son top 100 des meilleurs jeux de tous les temps. En 2009, Official Nintendo Magazine le désigne 12e meilleur jeu d'un top 100 des meilleurs jeux Nintendo. Edge le désigne 23e meilleur jeu de tous les temps. Game Informer le place au 49e rang de son top 200. Fin 2009, Destructoid lui octroie la 11e place de son top 50 des meilleurs jeux des années 2000. En 2014, IGN le classe à la 17e place de son classement des 125 meilleurs jeux Nintendo de tous les temps. En 2015, Edge le désigne 27e meilleur jeu de son top 100. En 2007, IGN le classe au 4e rang de son top 25 des jeux Nintendo GameCube. Nintendo Power le place en deuxième position des meilleurs jeux de la console en 2011. En 2010, Nintendo Power juge la fin du jeu comme l'une des plus grandes de l'histoire de Nintendo, en raison du point culminant de la bataille finale. En 2010, le site UGO Network le place dans sa liste des 50 meilleurs jeux méritant d'être sur Nintendo 3DS. En 2015, IGN le place dans une liste de treize jeux aux graphismes jugés intemporels.

## Postérité

### Importance et suites
The Wind Waker marque un tournant et une période délicate pour Nintendo et pour la franchise The Legend of Zelda. Il est l'un des jeux les plus controversés de la série,,. Lors d'une interview en 2007, Aonuma déclare que le jeu a presque tué la franchise. L'accueil mitigé au Japon, comme celui en Occident, pousse la firme nippone à s'interroger sur l'avenir de la licence.

« Nous avons dû créer un jeu qui réponde aux attentes des fans nord-américains. Sinon, cela aurait pu signifier la fin de la franchise. »

— Eiji Aonuma
Nintendo débute pourtant la création d'une suite directe sur GameCube, développée par l'« équipe Zelda » d'Eiji Aonuma sous le titre provisoire Wind Waker 2. Cependant, la réception décevante de The Wind Waker en Amérique du Nord, conjuguée au ralentissement du marché japonais du jeu vidéo, convainc Aonuma que le seul moyen de retrouver le succès est de créer un jeu plus réaliste, susceptible de plaire au marché nord-américain plus dynamique. Celui-ci persuade Shigeru Miyamoto d'opter pour des visuels plus réalistes en réutilisant le moteur de jeu de The Wind Waker,,,,. Aonuma et Miyamoto, qui en reconnaissent le manque dans ce dernier, décident également d'inclure plus de donjons. Ainsi, le jeu Twilight Princess voit le jour, et devient une réussite majeure pour la GameCube et la Wii, plates-formes sur lesquelles il sort,,,,.
Si de nombreux fans ont pu être décontenancés par les graphismes tranchant fortement avec ceux des précédents épisodes, la presse accueille le jeu avec ferveur et admiration dès sa sortie. Toutefois, l'image du jeu s'améliore au fil du temps, celui-ci est même jugé plus d'une décennie après comme un classique,,. Certains joueurs le considèrent même comme l'un des meilleurs jeux de la franchise Zelda. Si le jeu trouve toujours autant de détracteurs que d'admirateurs, ses graphismes en cel-shading donnant un aspect dessin animé surmontent plutôt bien l'épreuve du temps, comparativement à d'autres jeux plus réalistes, qui vieillissent visuellement et ne traduisent que le rendu photoréaliste d'une période trouvant vite un aspect dépassé à mesure que la technologie progresse et permet l'affichage de meilleurs visuels,,,,,,. The Wind Waker est le premier jeu de la franchise qui représente un changement de style artistique important découlant d'un choix de conception, plutôt que d'une évolution technologique permettant d'améliorer les rendus. Ce style de visuels a finalement eu le plus d'influences sur d'autres jeux de la franchise. C'est le premier jeu de la franchise à établir une relation avec un autre opus en faisant référence à certains événements précis, et à tenter d'échafauder une chronologie cohérente.
Le jeu connaît deux suites directes, sorties sur Nintendo DS. Avec la volonté de reprendre les mêmes graphismes et continuer l'histoire initiée dans The Wind Waker, Aonuma produit Phantom Hourglass en 2007, qui met en lumière les aventures de Link et Tetra à la recherche de nouveaux horizons sur la Grande Mer,. En 2009, Spirit Tracks met en scène cent ans plus tard un nouveau duo Link et Zelda, qui traverse Nouvel Hyrule en train,.

### Adaptations

#### Influence sur la série

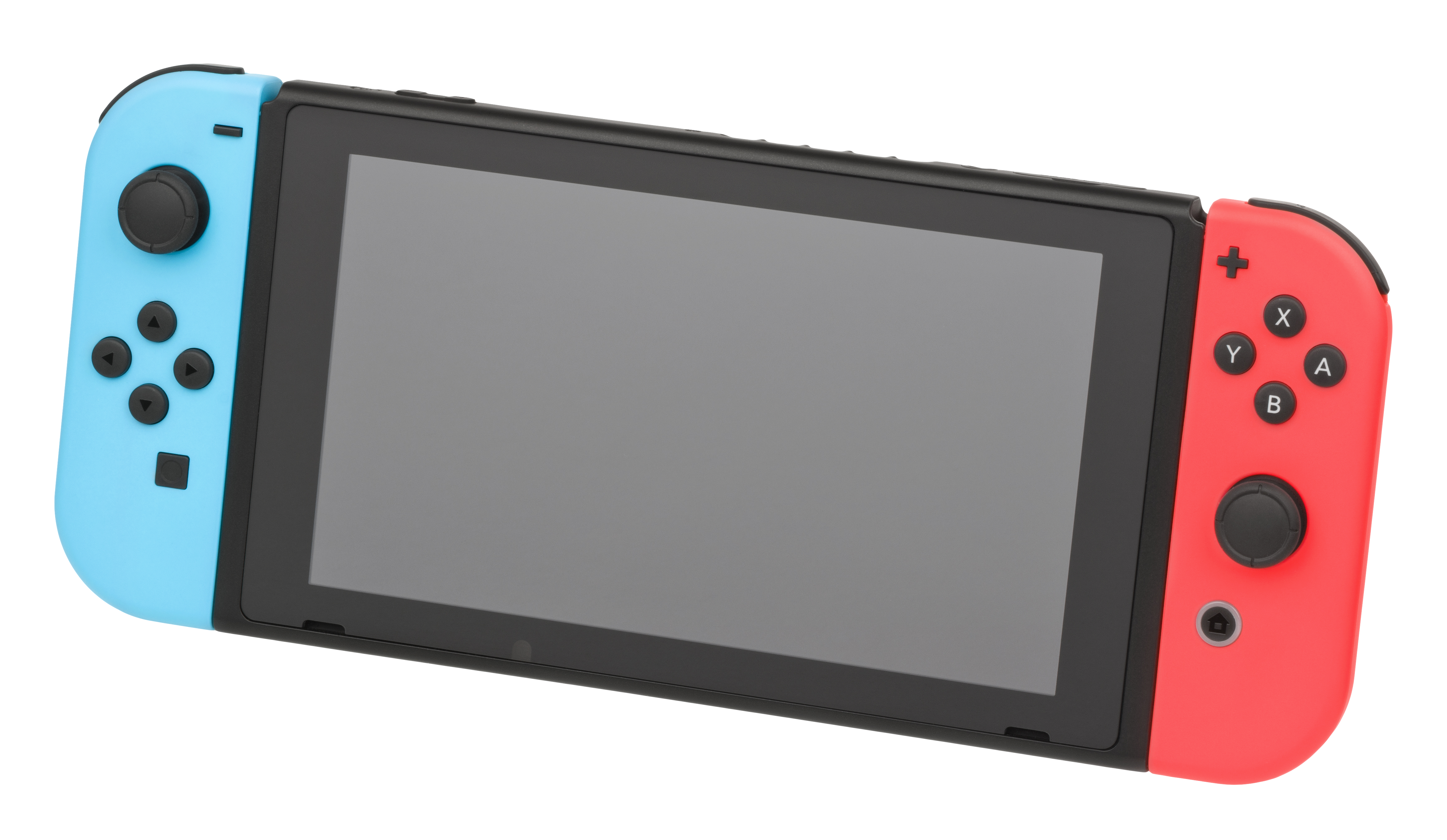
Breath of the Wild, sorti en 2017 sur Nintendo Switch, présente des visuels en cel-shading et quelques éléments communs et références à The Wind Waker, mais ce dernier n'a pas d'influence ou de relation directe avec lui.

The Wind Waker donne naissance à une variante de Link, appelée « Link cartoon », ou « Toon Link », qui apparaît dans plusieurs jeux, bien que ce design ait déstabilisé les fans,,,,. Ce personnage est réutilisé dans d'autres jeux de la franchise The Legend of Zelda, qui ne sont pas directement liés à ses suites directes. Il figure donc dans les jeux Four Swords Adventures en 2004, The Minish Cap en 2005, et Tri Force Heroes en 2015,. Ce personnage est inclus dans Hyrule Warriors Legends sorti début 2016, aux côtés d'autres personnages comme Tetra, ou le roi d'Hyrule Daphnes Nohansen Hyrule III. Ce jeu propose un arc narratif inédit comportant quatre chapitres se déroulant dans l'univers de la Grande Mer du jeu The Wind Waker,. Mi-2016, un contenu téléchargeable appelé Pack Master The Wind Waker rajoutant une aventure et divers objets est publié, alors qu'un second permet de bénéficier gratuitement de Médolie.
Breath of the Wild sorti en 2017 sur Nintendo Switch, présente un design artistique similaire à The Wind Waker, mais avec des proportions plus réalistes. Aonuma dévoile début 2017 que c'est un choix de conception et non un hommage à The Wind Waker. Ce jeu comporte également des espèces de The Wind Waker et d'autres références, ce qui conduit certains fans à supposer que cet épisode se situe dans la même temporalité que The Wind Waker, bien qu'il ne figure en réalité dans aucune des temporalités des autres jeux de la série,,,,.

#### Reprise de contenus et caméos
The Wind Waker n'est pas le premier jeu vidéo à utiliser des graphismes en cel-shading. Fear Effect sur PlayStation en 2000 met en place une technique affichant un rendu similaire et est considéré comme le premier du genre, et Jet Set Radio en 2000 sur Dreamcast, ou Robotech: Battlecry en 2002 sur PlayStation 2, utilisent cette technique. Après 2003, de nombreux jeux adoptent cette technique comme Ōkami, Crackdown ou au début des années 2010 Ni no kuni : La Vengeance de la sorcière céleste.
Link cartoon est également présent en tant que personnage jouable dans Super Smash Bros. Brawl sorti en 2008 sur Wii, ainsi que ses suites Super Smash Bros. for Nintendo 3DS / for Wii U, sorti en 2014 sur Nintendo 3DS et Wii U et Super Smash Bros. Ultimate, sorti en 2018 sur Nintendo Switch,,. Une arène de combat représentant un bateau pirate et Lion Rouge, ainsi que plusieurs musiques tirées de The Wind Waker sont également présentes dans ce dernier,. En 2016, un contenu téléchargeable gratuit pour Monster Hunter Generations permet à un personnage de s'habiller comme Link cartoon.
En 2005, l'éditeur et développeur de jeux vidéo sud-coréen Webzen publie des photos de son jeu appelé Wiki alors en développement. Cependant, ces clichés comportent des similitudes intrigantes avec The Wind Waker. Nintendo prévient officiellement Webzen dès le début de l'année, que l'entreprise prendra « les mesures appropriées au moment opportun » pour protéger ses propriétés intellectuelles. Webzen répond que les images dévoilées ne présentent qu'une petite partie de la personnalisation possible du protagoniste et que la ressemblance n'est qu'un hasard et très infime,,,. Par la suite, le jeu Wiki disparaît des écrans radars, aussi bien du côté de Webzen que du côté des médias.

#### Musiques et manga
Certains thèmes de The Wind Waker, ainsi que plusieurs bandes-son de jeux marquants de la série, sont réorchestrés et rejoués dans une série de concerts symphoniques intitulée The Legend of Zelda: Symphony of the Goddesses. Les représentations ont lieu régulièrement depuis 2012 aux États-Unis et à travers le monde,,,. Les chefs d'orchestre de la tournée de concerts The Legend of Zelda: Symphony of the Goddesses ont utilisé une réplique de la baguette du vent. Une réplique de la baguette a également été vendue au public par le biais du site officiel de la série de concerts. En juillet 2014, des musiques du jeu, ainsi que d'autres jeux de la franchise, sont également jouées lors du concert symphonique qui se tient à Londres au Barbican Centre.
Eiji Aonuma, musicien et amateur de musique, joue des percussions dans un groupe musical composé d'employés de Nintendo, qui est appelé Wind Wakers.
L'éditeur japonais de mangas Futabusha publie également en 2002 un recueil de yonkoma inspirés de The Wind Waker, sous le titre The Legend of Zelda: The Wind Waker - Link's 4-Koma Nautical Logbook,.

### The Legend of Zelda: The Wind Waker HD

Logo de The Legend of Zelda: The Wind Waker HD.

The Legend of Zelda: The Wind Waker HD (ou The Wind Waker HD) est un remaster en haute définition de The Wind Waker édité par Nintendo sur Wii U en 2013. L'idée de ce remake vient lorsque l'équipe convertit des éléments de plusieurs jeux afin d'explorer les capacités du système, dans l'optique de réaliser un nouveau jeu Zelda. Les développeurs essayent plusieurs jeux de la franchise, mais sont particulièrement impressionnés par la qualité de la conversion de The Wind Waker en haute définition,,. L'équipe évalue la durée de la remastérisation complète du jeu à un an, ce qui permet à Aonuma de demander à Miyamoto l'autorisation de lancer le projet. Aonuma fait face à beaucoup de scepticisme de la part du management en raison de l'accueil mitigé de l'original par les joueurs en 2003, mais l'équipe rappelle que l'opinion sur le jeu a évolué. Ainsi, Miyamoto donne son feu vert à ce projet produit par Aonuma, et réalisé par Daiki Iwamoto,.
The Wind Waker HD intègre des graphismes entièrement en haute définition et améliore l'éclairage. Le jeu dispose désormais d'un affichage en 1080p au lieu du 480p d'origine et de shaders. La bande-son a été remastérisée et est désormais compatible avec le mode Surround Linear PCM 5.1 et l'utilisation du Wii U GamePad est possible. Quelques modifications ont été apportées au gameplay. Une fonctionnalité appelée « Voile rapide », permet une navigation plus rapide sur la Grande Mer. La quête de la Triforce est simplifiée passant de huit éléments à trois, et la boite Picto est améliorée, autorisant dès lors les selfies dans le jeu. Le poste de Tingle qui utilise la connectivité avec la Game Boy Advance est remplacé par les bouteilles de Tingle. Chaque joueur peut déposer un message et une image dans une bouteille flottant sur la Grande Mer via le réseau Miiverse, avant sa fermeture le 8 novembre 2017, et chacun peut en ramasser,. Le jeu possède également un mode de difficulté supplémentaire disponible dès le départ appelé mode « Héroïque », comparable à la version Master Quest d'Ocarina of Time. Les ennemis sont plus résistants et frappent plus fort, et seules les fées et les potions permettent de restaurer la santé de Link,,,,.
The Wind Waker HD est salué par la presse spécialisée lors de sa sortie avec une note de 90 sur Metacritic,,,,,. The Wind Waker HD est réédité sur Wii U avec un prix limité dans la gamme Nintendo Selects, en avril 2016 en Europe, et fin août en Amérique du Nord,.

### Ressource primaire
1. ↑  « The Legend of Zelda: The Wind Waker », sur Nintendo.
2. ↑  (en) Nintendo. The Legend of Zelda: The Wind Waker / Metroid Prime (GameCube) (v. DOL-GM8E-USA DOL-GZLE-USA). Nintendo. Novembre 2005

### Interviews
1. 1 2 3 4 5 6 7 8 9 10 11 12 13 14  « Les créateurs de Zelda à Paris ! », Joypad, no 129,‎ avril 2003, p. 64-65.
2. 1 2 3 4 5 6 7 8 9 10 11 12 13  (en) « Afterthoughts: Zelda: the Wind Waker from », sur 1UP.com, 9 mai 2004.
3. 1 2 3 4 5 6 7 8 9  « Iwata demande : The Legend of Zelda: The Wind Waker HD - 3. La première partie était parfaite, mais… », sur Nintendo, 25 septembre 2013.
4. 1 2 3  (en) Ben Bufton, « Shigeru Miyamoto Interview », sur NTSC-uk, 2003.
5. 1 2 3 4  « Iwata demande : The Legend of Zelda: The Wind Waker HD - 1. La genèse de Link Cartoon », sur Nintendo, 25 septembre 2013.
6. 1 2 3 4 5  (en) Nintendo, « Behind the Legend », sur Zelda.com (Nintendo), décembre 2002, p. 1-6.
7. ↑  (en) Louis Bedigian, « The Legend of Zelda guilty of having revolutionary graphics; authorities say Maya is to blame », sur GameZone, 27 septembre 2003.
8. 1 2 3  William Audureau, « Legend of Zelda: Breath of the Wild sera un moment clé dans l’histoire de la saga », sur Le Monde Pixels, 21 janvier 2017.
9. ↑  (en) « DICE summit interview Miyamoto Las Vegas », sur Gamecubicle.com, 1er mars 2003.
10. ↑  (en) Jose Otero, « A Music Trivia Tour with Nintendo's Koji Kondo », sur IGN, 10 décembre 2014.
11. 1 2  (en) « Shigeru Miymoto Interview », sur Nintendo.com, 7 juillet 2000.
12. ↑  (en) Chris Kohler, « Q&A: Zelda's Producer Crafting New Legends for 3DS, Wii U », sur Wired, 3 juillet 2013.

### Ressources secondaires
1. ↑  (en) Zorine Te, « Wind Waker HD Wii U bundle not coming to Australia », sur GameSpot, 29 août 2013.
2. ↑  Panthaa, « Wind Waker HD sort sa jaquette japonaise », sur Jeuxvideo.com, 2 août 2013.
3. ↑  Panthaa, « Wind Waker HD le 4 octobre en Europe ! », sur Jeuxvideo.com, 7 août 2013.
4. ↑  (en) Richard George, « The Legend of Zelda Timeline Revealed », sur IGN, 24 décembre 2011.
5. ↑  Eiji Aonuma  Akira Himekawa, Chronologie d'Hyrule, terre des Dieux…, p. 69.
6. 1 2 3 4 5 6 7 8 9 10 11 12  (en) IGN Staff, « Miyamoto and Aonuma on Zelda », sur IGN, 4 décembre 2002.
7. 1 2 3 4 5 6 7 8 9 10 11 12 13 14 15  Takashi Yamamori Kazuya Sakai, History of Hyrule: Adult Timeline, p. 33-34.
8. 1 2 3 4 5 6 7 8 9 10 11 12 13  Kyle Hilliard, 10. The Legend of Zelda: The Wind Waker (GameCube, 2003), p. 46-49.
9. 1 2 3 4 5 6 7 8 9 10 11 12 13 14 15 16  Takashi Yamamori Kazuya Sakai, The Legend of Zelda: The Wind Waker, p. 1470-1488.
10. 1 2 3 4 5  (en) Christian Donlan, « Retrospective: The Legend of Zelda: The Wind Waker », sur Eurogamer, 15 avril 2012.
11. 1 2 3  (en) Peer Schneider, « Hyrule Times Vol. 26: The Two Sides of Wind Waker », sur IGN, 30 janvier 2003.
12. 1 2 3 4 5 6 7 8 9 10 11 12  (en) Jeff Gerstmann, « The Legend of Zelda: The Wind Waker Review », sur GameSpot, 21 mars 2003.
13. 1 2  Nicolas Courcier Mehdi El Kanafi, Chapitre VIII : The Wind Waker - Un Vent de fraicheur, p. 94-95.
14. 1 2 3 4 5  « Spécial The Legend of Zelda », Nintendo, le magazine officiel, no 10,‎ mars 2003, p. 42-47.
15. 1 2 3 4 5 6 7 8 9 10 11 12  « The Legend of Zelda: The Wind Waker », Joypad, no 130,‎ mai 2003, p. 116-121.
16. 1 2 3  (en) Michael Hobbs, « Review The Legend of Zelda: The Wind Waker », Play, no 100,‎ mars 2003, p. 24 (lire en ligne).
17. 1 2 3 4 5 6 7  Eiji Aonuma  Akira Himekawa, L'Ère sans héros : The Wind Waker - Les Chroniques d'Hyrule englouti, p. 123-129.
18. 1 2 3 4 5 6 7 8 9  (en) « The Legend of Zelda: The Wind Waker Review », NGC Magazine, no 81,‎ juin 2003, p. 30-39.
19. 1 2 3 4 5 6 7 8 9  « Zelda No Densetsu: Kaze No Takuto », Joypad, no 127,‎ février 2003, p. 82-87.
20. 1 2 3 4 5 6 7  « Zelda: The Wind Waker », Consoles +, no 136,‎ mai 2003, p. 72-74.
21. ↑  (en) IGN Staff, « Hyrule-Glyphics Translated », sur IGN, 12 décembre 2002.
22. 1 2 3 4  Romendil, « La polémique du nouveau design - Dossier : The Legend Of Zelda : The Wind Waker », sur Jeuxvideo.com, 27 décembre 2012.
23. 1 2 3 4  (en) Travis Fahs et Lucas Thomas, « IGN Presents the History of Zelda - Page 5 », sur IGN, 27 août 2010, p. 1-8.
24. 1 2  Ankama Presse, Link: From Past to Future, p. 128-129.
25. 1 2  (en) Jose Otero, « The Legend of Zelda: Link's Stunning Visual Evolution », sur IGN, 10 septembre 2014.
26. 1 2 3 4 5  (en) Jose Otero, « The Artistic Legacy of the Legend of Zelda Wind Waker », sur IGN, 27 septembre 2013.
27. 1 2  (en) Anthony John Agnello, « The Legend of Zelda 1986 - 2016: The Evolution of Link », sur GamesRadar+, 19 février 2016.
28. 1 2 3 4 5  « The Legend of Zelda: The Wind Waker », Consoles +, no 133,‎ février 2003, p. 82-85.
29. 1 2 3 4 5 6 7 8 9 10 11 12 13 14 15 16 17 18 19 20 21  Weekly Famitsu, p. 18-21
30. 1 2 3  (en) IGN Staff, « Hands-on: Legend of Zelda: The Wind Waker », sur IGN, 12 décembre 2002, p. 1-4.
31. 1 2 3 4 5 6 7 8 9 10 11 12 13 14 15 16 17 18 19 20 21 22 23 24 25 26 27 28 29 30 31 32 33 34 35 36 37 38 39 40 41 42 43 44 45 46 47 48  Ankama Presse, The Legend of Zelda: The Wind Waker, p. 74-82.
32. ↑  Nicolas Courcier Mehdi El Kanafi, Chapitre VIII : The Wind Waker - La Naissance d'un monde parallèle, p. 104-105.
33. 1 2 3  (en) IGN Staff, « Hyrule Times Vol. 27: Weapons, Items, Monsters », sur IGN, 14 mars 2003.
34. 1 2 3 4 5  (en) IGN Staff, « Legend of Zelda », sur IGN, 3 juin 2002, p. 1-5.
35. 1 2 3 4 5  Romendil, « Link devient furtif - Dossier : The Legend Of Zelda : The Wind Waker », sur Jeuxvideo.com, 27 décembre 2012.
36. 1 2 3 4 5 6 7 8 9 10  (en) Shane Satterfield, « The Legend of Zelda Preview », sur GameSpot, 17 mars 2003.
37. 1 2 3 4 5 6  Romendil, « Le rôle du vent - Dossier : The Legend Of Zelda : The Wind Waker », sur Jeuxvideo.com, 27 décembre 2012.
38. 1 2  Salva Fernandez, III. À la recherche de l'héritier - The Legend of Zelda: The Wind Waker - Un Monde de secrets, p. 145-146.
39. ↑  Nicolas Courcier Mehdi El Kanafi, Chapitre VIII : The Wind Waker - De Nouvelles possibilités, p. 97-98.
40. 1 2 3 4 5 6 7 8 9 10  (en) Tom Bramwell, « The Legend of Zelda: The Wind Waker Review », sur Eurogamer, 1er mai 2003.
41. 1 2 3 4 5  Régis Monterrin, « The Legend of Zelda: The Wind Waker », Les Cahiers de la play histoire, Omaké Books, no 2 Hors-série « Spécial The Legend of Zelda »,‎ juin-juillet 2017, p. 558-59 (ISSN 2417-291X).
42. 1 2 3  Nicolas Courcier Mehdi El Kanafi, Chapitre VIII : The Wind Waker - Rafraîchissant et toujours actuel, p. 106-107.
43. 1 2 3 4 5  (en) « The Legend of Zelda: The Wind Waker », GamesTM, no 5,‎ mai 2003, p. 98-101.
44. 1 2 3 4  Ankama Presse, Le temps dans Zelda, p. 152-155.
45. ↑  Nicolas Courcier Mehdi El Kanafi, Chapitre VIII : The Wind Waker - Aussi profond que l'océan, p. 96-97.
46. 1 2 3 4 5 6 7 8 9 10 11  Puyo, « Test The Legend of Zelda : The Wind Waker », sur Gamekult, 29 avril 2003.
47. ↑  (en) IGN Staff, « Playing with Tingle », sur IGN, 11 mars 2003.
48. ↑  Romendil, « La connexion GameCube/GBA - Dossier : The Legend Of Zelda : The Wind Waker », sur Jeuxvideo.com, 27 décembre 2012.
49. ↑  (en) Ricardo Torres, « The Legend of Zelda: The Wind Waker Import Impressions », sur GameSpot, 19 mars 2003.
50. ↑  Ankama Presse, Quand la musique est un élément de gameplay, p. 142-145.
51. 1 2 3 4 5 6  Nicolas Courcier Mehdi El Kanafi, Chapitre VIII : The Wind Waker - Références thématiques, p. 103-104.
52. 1 2 3 4 5 6 7 8  Nicolas Courcier Mehdi El Kanafi, Chapitre VIII : The Wind Waker - Un reboot ?, p. 101-103.
53. 1 2 3 4  Salva Fernandez, III. À la recherche de l'héritier - The Legend of Zelda: The Wind Waker - Plus fort qu'Epona, p. 137-139.
54. ↑  Luke Cuddy, 2. Regardez Avant de Warper, p. 28-40.
55. ↑  Oscar Lemaire, XVII L'Apocalypse, Link et la mort : Le voyage initiatique, p. 333-334.
56. ↑  Anthony Bean, Link's Hero Journey, p. 44-45.
57. ↑  Jonathan Walls, The Mediation of Transcendence within The Legend of Zelda: The Wind Waker: Narrative Perspectives on Transcendence in Wind Waker, p. 87-91.
58. 1 2  Anthony Bean, The Protective Power of Destiny: The Wind Waker - Struggles with Family, p. 141-143.
59. 1 2 3 4 5 6 7 8 9 10  (en) « The Making of: The Legend of Zelda: The Wind Waker », Retro Gamer, no 121,‎ octobre 2013, p. 20-29.
60. 1 2 3 4  Ankama Presse, Portrait Eiji Aonuma, p. 172-175.
61. ↑  Ankama Presse, Portrait Yoshiaki Koizumi, p. 176-179.
62. 1 2 3 4 5 6 7  (en) Keza MacDonald, « The Story of Zelda: Wind Waker », sur IGN, 25 octobre 2013.
63. ↑  Romendil, « La première démo technique - Dossier : The Legend of Zelda : Ocarina of Time », sur Jeuxvideo.com, 31 juillet 2013.
64. 1 2 3  (en) Luke Plunkett, « The Great Zelda Switcheroo », sur Kotaku, 24 février 2011.
65. ↑  (en) IGN Staff, « Zelda on Gamecube », sur IGN, 23 août 2000.
66. ↑  (en) IGN Staff, « The Ultimate Gamecube FAQ », sur IGN, 10 juillet 2001.
67. ↑  (en) CJ Andriessen, « The Legendary World of Zelda's awful cover art hides a truly unremarkable book », sur Destructoid, 14 avril 2017.
68. 1 2 3 4 5 6 7 8 9  Salva Fernandez, III. À la recherche de l'héritier - The Legend of Zelda: The Wind Waker - Les vents de The Wind Waker, p. 128-134.
69. ↑  (en) Andy Green, « Iwata Asks Explores The Origins of Toon Link and The Process Behind Making The Wind Waker HD », sur Nintendo Life, 18 septembre 2013.
70. 1 2 3  James Newman Iain Simons, The Legend of Zelda: The Wind Waker, p. 98-100.
71. 1 2 3 4 5  Nicolas Courcier Mehdi El Kanafi, Chapitre VIII : The Wind Waker - Un Design étonnant, p. 98-101.
72. ↑  (en) Emily Gera, « The Legend of Zelda: The Wind Waker designers contemplated having beams shoot out of Link's eyes », sur Polygon, 19 septembre 2013.
73. ↑  Trunks, « Maya à l'origine de Zelda GameCube », sur Gamekult, 16 décembre 2002.
74. 1 2  Salva Fernandez, III. À la recherche de l'héritier - The Legend of Zelda: The Wind Waker - Le concept « dedans dehors » de The Wind Waker, p. 139-143.
75. 1 2 3  (en) IGN Staff, « GDC 2004: The History of Zelda », sur IGN, 25 mars 2004, p. 1-6.
76. 1 2 3  Eiji Aonuma  Akira Himekawa, The Legend of Zelda: The Wind Waker, p. 154-163.
77. ↑  Dagdag, « Le nouveau Zelda fait dans le cartoon », sur Gamekult, 23 août 2001.
78. ↑  Dagdag, « Un Zelda réaliste élu à l'unanimité », sur Gamekult, 4 février 2002.
79. 1 2  (en) Richard George et Lucas M. Thomas, « Nintendo's History at E3: 2002 », sur IGN, 10 mai 2011.
80. ↑  La Rédac, « E3 : Compte-rendu et sélection », sur Gamekult, 4 juin 2002, p. 2.
81. ↑  Poischich, « Legend of Zelda : Nos impressions », sur Gamekult, 25 mai 2002.
82. ↑  Rédaction, « E3 2002 », sur Jeuxvideo.com, 27 mai 2002.
83. ↑  Rédaction, « The Legend Of Zelda - Gamecube », sur Jeuxvideo.com, 27 mai 2002.
84. ↑  (en) Fran Mirabella III, « E3 2002: Legend of Zelda », sur IGN, 22 mai 2002.
85. 1 2 3  Matt Fox, 4. Video Game Awards, p. 371.
86. ↑  (en) Craig Harris, « E3 2002: Zelda GameCube-to-GBA Link Revealed », sur IGN, 23 mai 2002.
87. ↑  Trunks, « Top 5 attentes japonaises », sur Gamekult, 16 mai 2002.
88. 1 2  James Newman, p. 153-154.
89. 1 2  (en) IGN Staff, « Official Legend of Zelda GCN Title », sur IGN, 15 octobre 2002.
90. ↑  (en) Lucas M. Thomas, « Making The Legend of Zelda: The Wind Waker Better », sur IGN, 25 mars 2013.
91. 1 2 3 4  (en) Ellie Gibson, « Zelda producer slags own game », sur Eurogamer, 25 juillet 2005.
92. ↑  Trunks, « E3 2016 - Zelda en retard pour de bon », sur Gamekult, 22 mai 2002.
93. 1 2  (en) IGN Staff, « Zelda Gets Official Name », sur IGN, 2 décembre 2002.
94. 1 2 3 4 5 6 7 8 9 10 11 12 13 14 15 16 17 18 19 20 21  (en) Matt Casamassina, « Legend of Zelda: The Wind Waker Review », sur IGN, 21 mars 2003.
95. ↑  Chris Kohler, p. 197.
96. ↑  Michael Sweet, 128-bit and CD-ROM-Based Game Console , p. 97
97. ↑  Ankama Presse, Symphonie pour Hyrule, p. 146-151.
98. ↑  K.J. Donnelly et William Gibbons Neil Lerner, p. 104–108
99. ↑  (en) « Inside Zelda Part 4: Natural Rhythms of Hyrule », Nintendo Power, no 195,‎ septembre 2005, p. 56–58.
100. 1 2  Salva Fernandez, III. À la recherche de l'héritier - The Legend of Zelda: The Wind Waker - L'héritage de Koji Kondo, p. 143-145.
101. 1 2 3 4 5 6 7  (en) Emma Boyes, « GDC 07: Aonuma reflects on Zelda », sur GameSpot, 9 mars 2007.
102. 1 2 3 4 5 6 7  (en) Bozon, « GDC 2007: Eiji Aonuma Talks Zelda », sur IGN, 9 mars 2007.
103. 1 2 3 4 5 6  (en) Eric-Jon Waugh, « Gamasutra - GDC 2007 Event Coverage », sur Gamasutra, 12 mars 2007.
104. ↑  Puyo, « Zelda : The Wind Waker en musique », sur Gamekult, 3 février 2003.
105. ↑  (en) « 永田 権太*, 若井 淑*, 峰岸 透*, 近藤 浩治* - The Legend Of Zelda ～風のタクト～ Original Sound Tracks », sur Discogs.
106. ↑  (en) IGN Staff, « Zelda Gets US Release Date », sur IGN, 4 décembre 2002.
107. 1 2  Rédaction, « "Où t'as rangé le planning ?" », sur Jeuxvideo.com, 24 avril 2003.
108. ↑  (en) Giancarlo Varanini, « Zelda on gold disc », sur GameSpot, 18 mars 2003.
109. ↑  (en) IGN Staff, « Zelda Goes Gold », sur IGN, 12 décembre 2002.
110. ↑  Salva Fernandez, Ludographie, p. 316-318.
111. 1 2 3  Cédric, « The legend of zelda: the wind waker : Zelda GC, la sortie avancée. », sur Jeuxvideo.fr, 22 avril 2003.
112. ↑  Rédaction, « Sortie avancée pour Zelda GC ! », sur Jeuxvideo.com, 22 avril 2003.
113. ↑  Cédric, « The legend of zelda: the wind waker : Zelda, la sortie n´est plus avancée ! », sur Jeuxvideo.fr, 24 avril 2003.
114. 1 2 3  Trunks, « Zelda : 300.000 copies vendues en Europe », sur Gamekult, 9 mai 2003.
115. 1 2  Cédric, « The legend of zelda: the wind waker : La scandaleuse politique de Nintendo », sur Jeuxvideo.fr, 29 avril 2003.
116. ↑  (es) « The Legend of Zelda: The Wind Waker, ya a la venta », sur MeriStation, 29 avril 2003.
117. ↑  (de) « The Legend of Zelda: The Wind Waker (Wii U) », sur 4Players.
118. ↑  (en) Colin Kennedy, « Zelda: The Wind Waker Review », Empire,‎ 15 octobre 2004 (lire en ligne).
119. 1 2  (en) IGN Staff, « Limited Edition Zelda in Europe », sur IGN, 15 avril 2003.
120. 1 2  (en) IGN Staff, « Zelda Bonus Disc Coming to US », sur IGN, 4 décembre 2002.
121. 1 2  Rédaction, « Les américains s'arrachent Zelda GameCube », sur Jeuxvideo.com, 13 février 2003.
122. ↑  (en) IGN Staff, « European Zelda Bundle », sur IGN, 26 mars 2003.
123. ↑  Rédaction, « La compile ultime pour Zelda », sur Jeuxvideo.com, 7 octobre 2003.
124. ↑  Trunks, « Zelda collector, 3 manières de l'obtenir », sur Gamekult, 17 novembre 2003.
125. ↑  (en) IGN Staff, « Buy a Game, Get Zelda », sur IGN, 5 janvier 2004.
126. ↑  (en) Justin Calvert, « New Zelda promotion for UK », sur GameSpot, 5 janvier 2004.
127. ↑  Ankama Presse, The Legend of Zelda: Ocarina of Time - Les Rééditions, p. 47.
128. ↑  Puyo, « Le disque bonus Zelda aussi au Japon », sur Gamekult, 5 novembre 2003.
129. ↑  (en) Hirohiko Niizumi, « The Legend of Zelda: Collector's Edition Hitting Japan », sur GameSpot, 9 février 2004.
130. ↑  Takashi Yamamori Kazuya Sakai, Spinoff Titles: Special Editions and Rereleases), p. 247.
131. ↑  (en) Tom Bramwell, « Nintendo Player's Choice budget range expands », sur Eurogamer, 14 octobre 2014.
132. ↑  Trunks, « NGC : les soldes de fin d'année », sur Gamekult, 14 octobre 2004.
133. ↑  (en) « The Legend of Zelda: The Wind Waker / Metroid Prime », sur GameSpot.
134. 1 2 3 4  (en) CVG Staff, « GameCube Review: Zelda The Wind Waker », sur Computer and Video Games, 15 mai 2003.
135. 1 2 3  (en) « The Legend of Zelda: The Wind Waker Review », Edge, no 123,‎ mai 2003 (lire en ligne).
136. 1 2 3 4 5  (en) « The Legend of Zelda: The Wind Waker », Electronic Gaming Monthly, no 165,‎ avril 2003, p. 122–126.
137. 1 2  (en) IGN Staff, « Zelda Scores Big », sur IGN, 11 décembre 2002.
138. 1 2 3 4 5  (en) Andrew Reiner, « The Legend of Zelda: The Wind Waker Review », sur Game Informer, 2003.
139. 1 2 3 4 5  (en) Star Dingo, « Review: The Legend of Zelda: The Wind Waker », sur GamePro, 21 mars 2003.
140. ↑  « The Legend of Zelda: The Wind Waker », Jeux vidéo Magazine, no 32,‎ mai 2003, p. 40-44.
141. ↑  « The Legend of Zelda: The Wind Waker », Nintendo, le magazine officiel, no 12,‎ mai 2003.
142. 1 2 3 4  (en) « Now Playing: The Legend of Zelda: The Wind Waker », Nintendo Power, no 167,‎ avril 2003, p. 132.
143. 1 2  (en) « The Legend of Zelda: The Wind Waker », GMR, no 3,‎ avril 2003, p. 58-60 (ISSN 1544-6816).
144. 1 2 3 4 5  (en) Mark MacDonald, « The Legend of Zelda: The Wind Waker », sur 1UP.com, 9 mai 2004.
145. 1 2  (en) Johnny Liu, « The Legend of Zelda: The Wind Waker Review », sur Game Revolution, 15 mars 2003.
146. 1 2 3 4 5 6  (en) Bryn Williams, « The Legend of Zelda: The Wind Waker (GCN) - Review », sur GameSpy, 21 mars 2003.
147. 1 2 3 4 5  Romendil, « The Legend of Zelda : The Wind Waker », sur Jeuxvideo.com, 28 avril 2003.
148. 1 2  (en) « The Legend of Zelda: The Wind Waker », sur Metacritic.
149. ↑  (en) « The Legend of Zelda: The Wind Waker », sur GameRankings.
150. ↑  (ja) « ニンテンドーゲームキューブ - ゼルダの伝説 風のタクト », Famitsu, vol. 915, no 2,‎ 30 juin 2006, p. 101 (lire en ligne).
151. ↑  Jennifer DeWinter, Revolutionizing Gameplay: Casual Games and Mature Audiences, p. 95-96.
152. 1 2  (en) Stephen Totilo, « The Internet's 2001 Hate For One Of The Most Beautiful Video Games Ever », sur Kotaku, 4 octobre 2013.
153. ↑  (en) IGN Staff, « Link to the Rescue », sur IGN, 13 décembre 2002.
154. ↑  (en) IGN Staff, « Wind Waker Tops 560,000 Pre-Orders », sur IGN, 12 mars 2003.
155. ↑  (en) Livre Guinness des records, Guinness World Records 2008 : Gamer's Edition, Jim Pattison Group, 2008, 256 p. (ISBN 9781904994206), p. 56.
156. 1 2  Trunks, « Zelda, déjà un succès aux USA ? », sur Gamekult, 13 mars 2003.
157. ↑  (en) Giancarlo Varanini, « The Wind Waker sets preorder records », sur GameSpot, 18 mars 2003.
158. 1 2  Trunks, « Nintendo en forme aux USA », sur Gamekult, 7 avril 2003.
159. ↑  (en) Justin Calvert, « Nintendo ships The Wind Waker », sur GameSpot, 25 mars 2003.
160. ↑  (en) « The History of Zelda », Retro Gamer, no 51,‎ août 2008, p. 26-37.
161. ↑  Puyo, « Charts Japon : les chiffres de Zelda », sur Gamekult, 19 décembre 2002.
162. ↑  Puyo, « Charts Japon : Pokémon star de Noël », sur Gamekult, 26 décembre 2002.
163. ↑  Puyo, « Charts Japon : la tension retombe », sur Gamekult, 16 janvier 2003.
164. ↑  Puyo, « Charts Japon : le Xbox Live timide », sur Gamekult, 23 janvier 2003.
165. ↑  Puyo, « Charts Japon : les Top 2003 », sur Gamekult, 8 janvier 2004.
166. 1 2  « Charts US du mois de juillet », sur Gamekult, 19 août 2003.
167. ↑  Puyo, « Charts US du mois de mars », sur Gamekult, 29 avril 2003.
168. ↑  Puyo, « Charts US du mois de mai », sur Gamekult, 20 juin 2003.
169. ↑  Puyo, « Charts US du mois de juin », sur Gamekult, 24 juillet 2003.
170. ↑  Jennifer DeWinter, Gameography, p. 142, 144.
171. 1 2  (en) IGN Staff, « CESA Announces Game Awards », sur IGN, 30 octobre 2003.
172. 1 2  Rédaction, « Les GDC Awards », sur Jeuxvideo.com, 26 mars 2004.
173. 1 2  (en) jkdmedia, « Shigeru Miyamoto Enters Hall of Fame », sur GameZone, 28 novembre 2003.
174. ↑  Poischich, « E3 2016 - E3 : les résultats officiels », sur Gamekult, 19 juin 2002.
175. ↑  (en) Hirohiko Niizumi, « CESA Awards: Halo, Half-Life 2, GTA snare spotlight », sur GameSpot, 4 novembre 2003.
176. ↑  (en) Curt Feldman, « Call of Duty nabs Game of the Year at D.I.C.E. », sur GameSpot, 5 mars 2004.
177. ↑  (en) Rick DeMott, « Interactive Academy Announces Award Finalists », sur AWN, 13 février 2004.
178. ↑  (en) jkdmedia, « The Golden Short-List », sur GameZone, 2003.
179. ↑  (en) Justin Calvert, « 2003 BAFTA Games Awards nominations », sur GameSpot, 13 novembre 2003.
180. ↑  Poischich, « Imagina Games Awards : le palmarès », sur Gamekult, 17 février 2004.
181. ↑  (en) « GameSpot's 2003 Game of the Year », sur GameSpot, 2004.
182. ↑  (en) GameSpot Staff, « Every GameSpot Game of the Year », sur GameSpot, 19 décembre 2018.
183. ↑  (en) « Game of the Year - 2003 », sur GameSpy, 2004.
184. ↑  (en) « Nintendo Power Awards », Nintendo Power, no 180,‎ juin 2004.
185. ↑  (en) Thomas L. McDonald, « 2004 Buyer's Guide To Games », Games, vol. 27, no 196,‎ décembre 2000, p. 53 (ISSN 0199-9788).
186. ↑  (en) « The 50 best games », sur The Age, 6 octobre 2005.
187. ↑  (en) « Top 25 GameCube Games of All-Time - #2: The Legend of Zelda: The Wind Waker », sur GameSpy, 12 août 2005.
188. ↑  (en) « The Greatest 200 Video Games of Their Time », sur Electronic Gaming Monthly, 2006.
189. 1 2  (en) « NP Top 200 », Nintendo Power, no 200,‎ février 2006, p. 58–66.
190. ↑  (en) « NP's All Time Favorite Games », Nintendo Power, no 285,‎ décembre 2012, p. 26.
191. ↑  (en) « 29. The Legend of Zelda: The Wind Waker », sur IGN, 2010.
192. ↑  (en) « 100 Best Nintendo Games: Part 3 », sur Official Nintendo Magazine.
193. ↑  Edge Staff, « The 100 Best Games To Play Today », sur Edge, 9 mars 2009.
194. ↑  (en) The Game Informer staff, « The Top 200 Games of All Time », Game Informer, no 200,‎ décembre 2009, p. 44–79.
195. ↑  (en) Chad Concelmo, « The Top 50 Videogames of the Decade (#20-11) », sur Destructoid, 4 décembre 2009.
196. ↑  (en) IGN Nintendo Nostalgia Crew, « The Top 125 Nintendo Games of All Time - Page 8 », sur IGN, 24 septembre 2014.
197. ↑  (en) « The 100 Greatest Videogames », Edge Special Edition,‎ 2015.
198. ↑  (en) IGN GameCube Team, « The Top 25 GameCube Games of All Time - Page 5 », sur IGN, 16 mars 2007.
199. ↑  (en) Nintendo Power staff, « Think Inside the Cube—Top 25 GameCube Games », Nintendo Power, vol. 273,‎ novembre 2011, p. 60.
200. ↑  (en) « Nintendo Power 250th issue! », Nintendo Power,‎ 2010, p. 46.
201. ↑  (en) Sal Basile, « The Top 50 Games That Belong On the 3DS », sur UGO Network, 6 juillet 2010.
202. 1 2  (en) Marty Sliva, « 13 Examples of Timeless Video Game Graphics », sur IGN, 12 novembre 2015.
203. ↑  (en) Juan Castro et Matt Casamassina, « The Ultimate Library - Page 2 », sur IGN, 23 février 2005.
204. ↑  (en) « Hyrule Fantasy », Retro Videogame Magazine, no 11,‎ 2016, p. 19-30.
205. 1 2 3  (en) Oscar Dayus, « Zelda: Wind Waker 2 Was Cancelled By Nintendo », sur GameSpot, 6 décembre 2016.
206. 1 2  (en) IGN Staff, « E3 2004: New Legend of Zelda Details », sur IGN, 12 mai 2004.
207. 1 2  (en) Bryn Williams, « GameSpy: Twilight Reflections in the Hourglass - Page 1 », sur GameSpy, 9 mars 2007.
208. 1 2 3  (en) Audrey Drake, « A Tale of Redemption- The Legend of Zelda: Wind Waker », sur IGN, 16 février 2011.
209. ↑  Valérie Précigout, Légèreté ou maturité : Un Débat révolu ?, p. 117-118.
210. 1 2  (en) Chris Schilling, « Still Playing: The Legend of Zelda: The Wind Waker », sur Edge, 12 septembre 2013.
211. ↑  (en) Keza MacDonald, « Why The Legend of Zelda: The Wind Waker is Still Relevant », sur IGN, 24 janvier 2013.
212. 1 2  (en) Tom Marks, « Every Art Style Zelda Games Have Ever Had », sur IGN, 14 février 2019.
213. ↑  Salva Fernandez, III. À la recherche de l'héritier - The Legend of Zelda: The Wind Waker - Cent ans après Ocarina of Time, p. 134-137.
214. ↑  Kyle Hilliard, 14. The Legend of Zelda: Phantom Hourglass (DS, 2007), p. 66-71.
215. ↑  Ankama Presse, The Legend of Zelda: Phantom Hourglass, p. 100-105.
216. ↑  Kyle Hilliard, 15. The Legend of Zelda: Spirit Tracks (DS, 2009), p. 72-75.
217. ↑  Ankama Presse, The Legend of Zelda: Spirit Tracks, p. 110-115.
218. ↑  (en) Jesse Schedeen, « Stars: Icons - Link - Page 2 », sur IGN, 19 mars 2008.
219. ↑  (en) Seth G. Macy, « Best Nintendo Gifts of 2015 », sur IGN, 20 novembre 2015.
220. ↑  Mrhillidan, « Hyrule Warriors Legends introduit Toon Link », sur Jeuxvideo.com, 8 septembre 2015.
221. ↑  Epyon, « Test du jeu Hyrule Warriors Legends sur 3DS », sur Jeuxvideo.com, 21 mars 2016.
222. ↑  Carole Quintaine, « Test. Hyrule Warriors Legends (Nintendo 3DS, New Nintendo 3DS) », sur Gameblog, 21 mars 2016.
223. ↑  (en) Dermot Creegan, « Medli and Master Wind Waker Pack DLC Coming to Hyrule Warriors Legends Next Week - Hardcore Gamer », sur Hardcore Gamer, 15 mai 2016.
224. ↑  (en) Mike Minotti, « The Legend of Zelda: Breath of the Wild looks like Wind Waker for a reason », sur VentureBeat, 1er mars 2017.
225. ↑  William Audureau, « Jeux vidéo : « Legend of Zelda: Breath of the Wild sera un moment clé dans l'histoire de la saga » », sur Le Monde - Pixels, 21 janvier 2017.
226. ↑  (en) Lorenzo Veloria, « 14 things you need to know about The Legend of Zelda: Breath of the Wild », sur GamesRadar+, 15 juin 2016.
227. ↑  Maxime Chao, « Zelda: Breath of the Wild, ces 58 clins d'oeils aux anciens Zelda que vous n'aviez pas remarqué », sur JeuxActu, 31 mars 2017.
228. ↑  (en) Tom Phillips, « Eiji Aonuma explains why Zelda: Breath of the Wild's timeline placing must remain secret », sur Eurogamer, 22 novembre 2018.
229. ↑  (en) Gita Jackson, « Breath of the Wild Doesn't Fit Anywhere On The Zelda Timeline », sur Kotaku, 9 mars 2017.
230. ↑  Valérie Précigout, La Délicate Question de la timeline, p. 64-66.
231. ↑  (en) Michael Grimm, « 10 years of Super Smash Bros », sur GamesRadar+, 24 avril 2009.
232. ↑  (en) Dave Teach, « Wind Waker's Toon Link headed to Super Smash Bros. », sur Polygon, 26 septembre 2013.
233. ↑  (en) Cecilia D'Anastasio, « Super Smash Bros. Ultimate Will Star Every Character From Every Smash », sur Kotaku, 12 juin 2018.
234. ↑  (en) Hirun Cryer, « All New Super Smash Bros Ultimate Stages », sur USGamer, 12 octobre 2018.
235. ↑  (en) Jake Green, « Every Song in Super Smash Bros Ultimate, Full Soundtrack », sur USGamer, 17 décembre 2018.
236. ↑  (en) Nicole Carpenter, « Monster Hunter Generations Gets Zelda, Okami DLC Today », sur IGN, 5 août 2016.
237. ↑  (en) Juan Castro, « Nintendo on Possible Copyright Violation », sur IGN, 24 février 2005.
238. ↑  (en) David Jenkins, « Nintendo Warns Webzen Over Zelda MMO Similarities », sur Gamasutra, 24 février 2005.
239. ↑  (en) Beth Winegarner, « Nintendo warns Webzen of copyright infringement », sur GameSpot, 28 février 2005.
240. ↑  « Wiki vs Zelda », NGC Magazine, no 105,‎ avril 2005, p. 10.
241. ↑  (en) James Egan, « Where's Webzen? », sur Engadget, 30 mai 2008.
242. ↑  (en) Owen S. Good, « The Legend of Zelda: Symphony of the Goddesses announces 2017 tour schedule », sur Polygon, 14 mars 2017.
243. ↑  Julien Hubert, « Le concert Zelda Symphony Of The Goddesses revient à Paris », sur Gameblog, 6 mai 2016.
244. ↑  Morgane Tual, « Des 16-bits aux concerts symphoniques, quand la musique de jeux vidéo fait salle comble », sur M - Pixels, 23 avril 2015.
245. ↑  (en) « Legend of Zelda concert returns to UK », sur Digital Spy, 5 février 2013.
246. ↑  (en) Brian Shea, « Replica Of Wind Waker Baton From Zelda Available For Pre-Order », sur Game Informer, 27 avril 2016.
247. ↑  [87], « Les thèmes de Zelda en concert avec Symphonic Legends », sur Jeuxvideo.com, 16 décembre 2013.
248. ↑  Romendil, « Zelda, le laissé-pour-compte - Dossier : Manga, Anime et Jeux Vidéo », sur Jeuxvideo.com, 12 décembre 2007.
249. ↑  Ankama Presse, La saga à la sauce manga, p. 184-487.
250. 1 2  (en) Thomas East, « Nintendo tested Twilight Princess and Skyward Sword on Wii U », sur Official Nintendo Magazine, 4 juillet 2013.
251. ↑  Rédaction, « E3 2013 : Images de The Legend of Zelda : The Wind Waker HD », sur Jeuxvideo.com, 12 juin 2013.
252. ↑  Rédaction, « E3 2013 : Des infos sur Zelda : The Wind Waker HD », sur Jeuxvideo.com, 11 juin 2013.
253. ↑  (en) Giancarlo Valdes, « Here's what's new in The Legend of Zelda: Wind Waker HD », sur VentureBeat, 22 août 2013.
254. ↑  (en) Chris Pereira, « Zelda: Wind Waker HD Priced, May Have New Difficulty Mode », sur IGN, 30 juillet 2013.
255. ↑  Miniblob, « Quelques détails sur le Hero Mode de Wind Waker HD », sur Jeuxvideo.com, 23 août 2013.
256. ↑  (en) Henry Gilbert, « The Legend of Zelda: The Wind Waker Review HD review », sur GamesRadar+, 15 avril 2003.
257. ↑  (en) Oli Welsh, « The Legend of Zelda: The Wind Waker HD review », sur Eurogamer, 17 septembre 2013.
258. ↑  Yann Bernard, « Test The Legend of Zelda : The Wind Waker HD », sur Gameblog, 18 septembre 2013.
259. ↑  (en) « The Legend of Zelda: The Wind Waker HD », sur Metacritic.
260. ↑  (en) « The Legend of Zelda: The Wind Waker HD », sur GameRankings.
261. ↑  « The Legend of Zelda : The Wind Waker HD », sur Jeuxvideo.com, 18 septembre 2013.
262. ↑  (en) Jose Otero, « The Legend of Zelda: The Wind Waker HD Review », sur IGN, 17 septembre 2013.
263. ↑  (en) Martin Gaston, « The Legend of Zelda: The Wind Waker HD Review », sur GameSpot, 15 octobre 2013.
264. ↑  Boulapoire, « Test The Legend of Zelda : The Wind Waker », sur Gamekult, 18 septembre 2013.
265. ↑  (en) Allegra Frank, « Animal Crossing, Zelda games and more get permanent price cuts — and amiibo bundles, too », sur Polygon, 9 août 2016.
266. ↑  Steve Ernis, « Nintendo Selects : Les jeux Wii U à moindres coûts arrivent en France », sur Gameblog, 10 mars 2016.